# 124-87-151

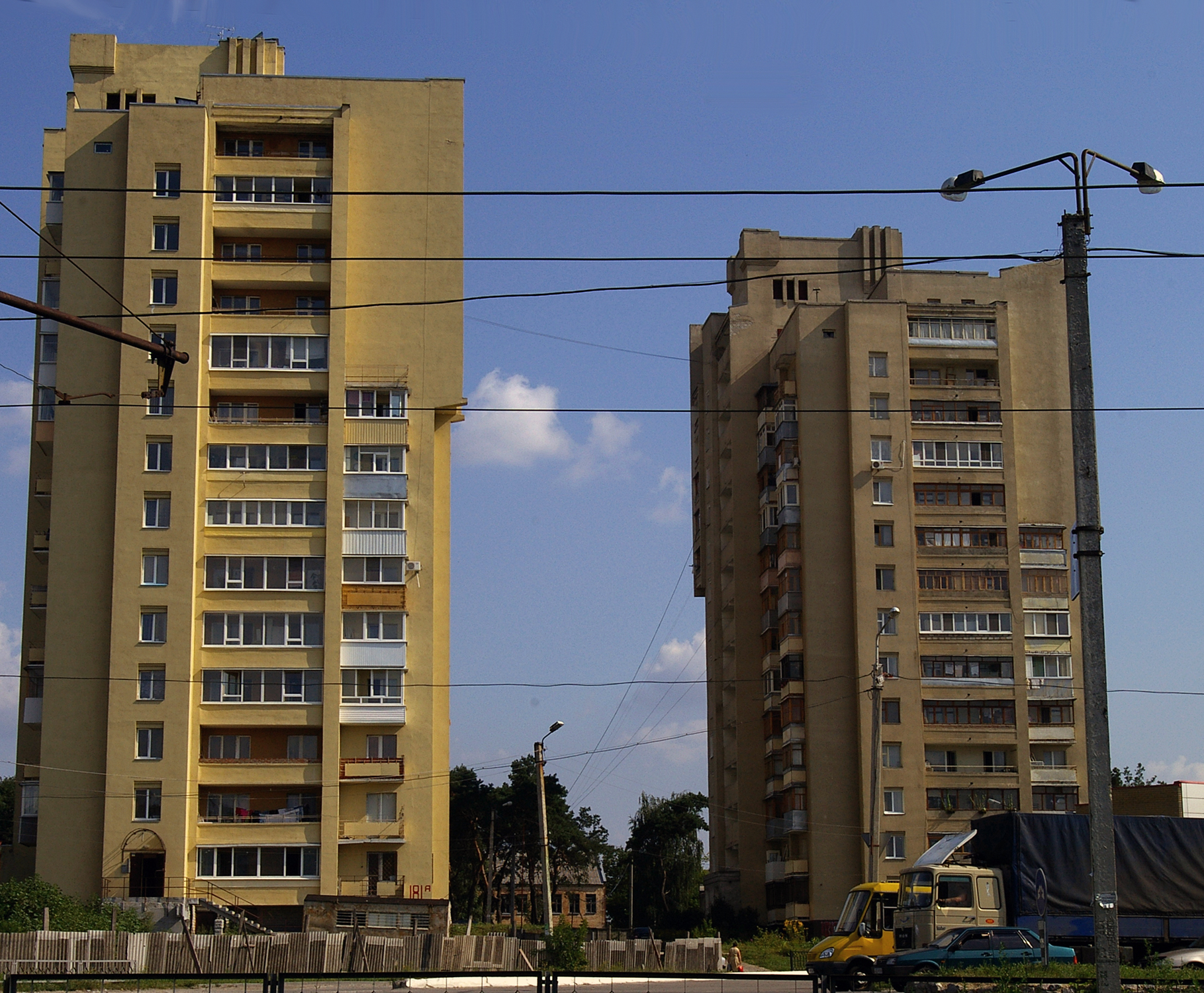
Харків, Полтавський шлях, 181А (2005) і 181

124-87-151.87 — 14-поверховий проєкт 87-ї серії типових цегляних будинків. Розроблений у 1986 в інституті Донбасцивільпроєкт (м. Донецьк, головний архітектор П. І. Вігдергауз) на заміну проєкту 107. Будинки за проєктом поширені в Україні та декількох містах Росії, вводилися в експлуатацію з 1991 по 2009 рік.

## Опис
В паспорті проєкту указано 12, 13 і 14 житлових поверхів, зустрічаються будинки від 9 до 16 поверхів. В 14-поверховому будинку 65 квартир: 12 однокімнатних (площею 36 м² загальною і 19,1 м² житловою, кухня 7,3 м²) і 53 трикімнатних (площею 65 м² загальною і 39,4 м² житловою, кухня 8,8 м²); загальна площа 4131 м², житлова 2316 м². В іншому варіянті 12 однокімнатних, 34 двокімнатних, 19 трикімнатних. Висота поверху 2,8 м, висота від підлоги до стелі 257,5 см. Повна висота 14-поверхового будинку 49,6 м, умовна висота 33,6 м. Згідно з українськими будівельними нормами у будинку 2 ліфти: пасажирський і вантажний і незадимлені сходи (балькон під'їзду).

## Галерея

### Запоріжжя

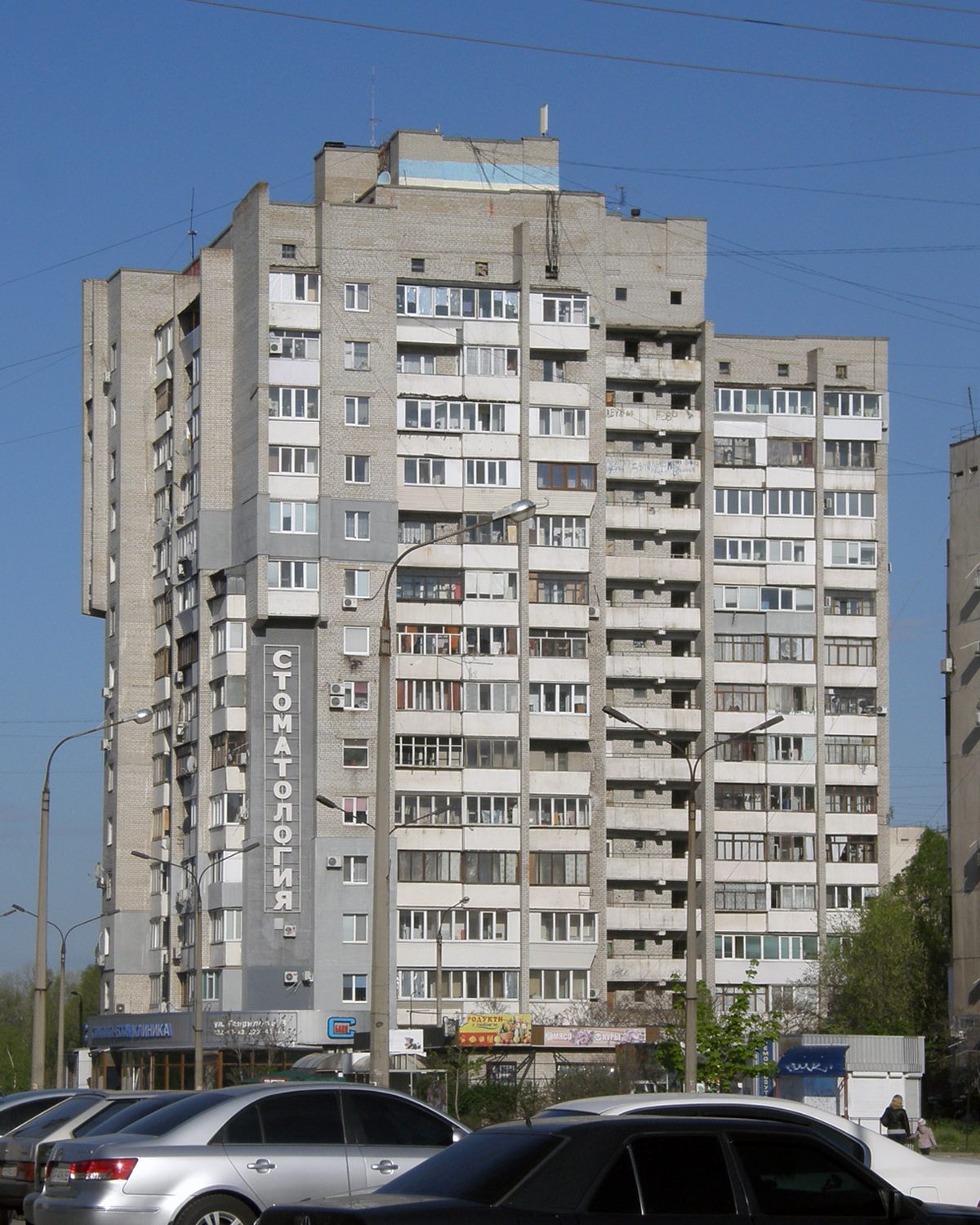
Південний масив, вул. Водограйна, 3
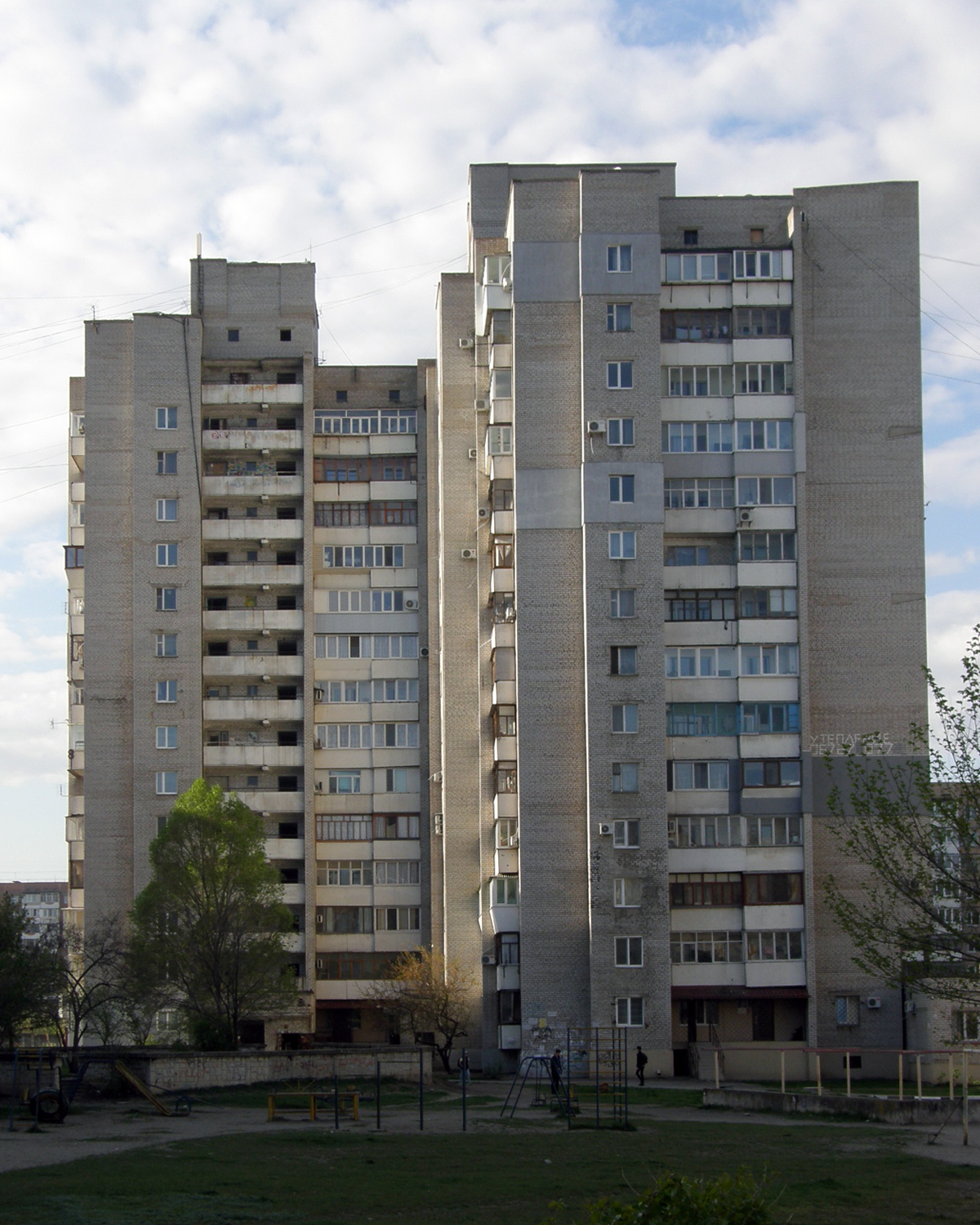
Південний масив, вул. Водограйна, 3

### Краматорськ

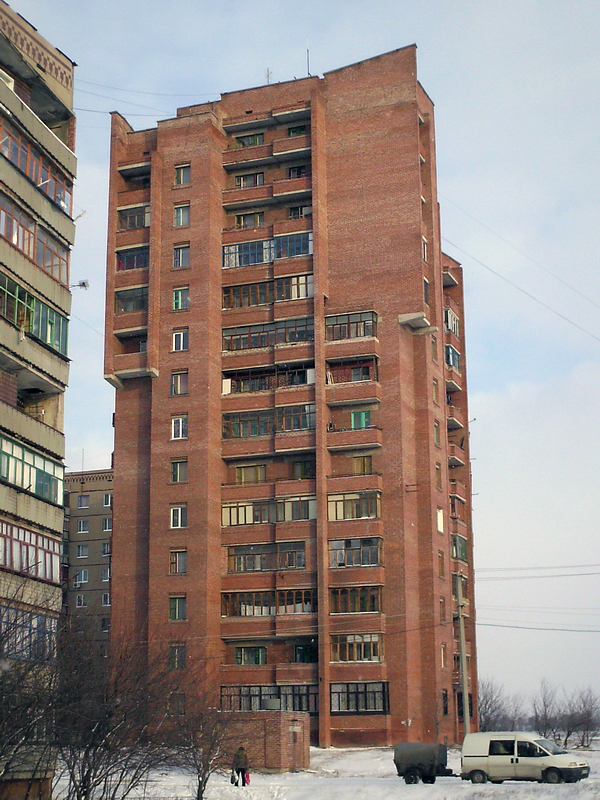
вул. Бикова, 25, 1992–1993
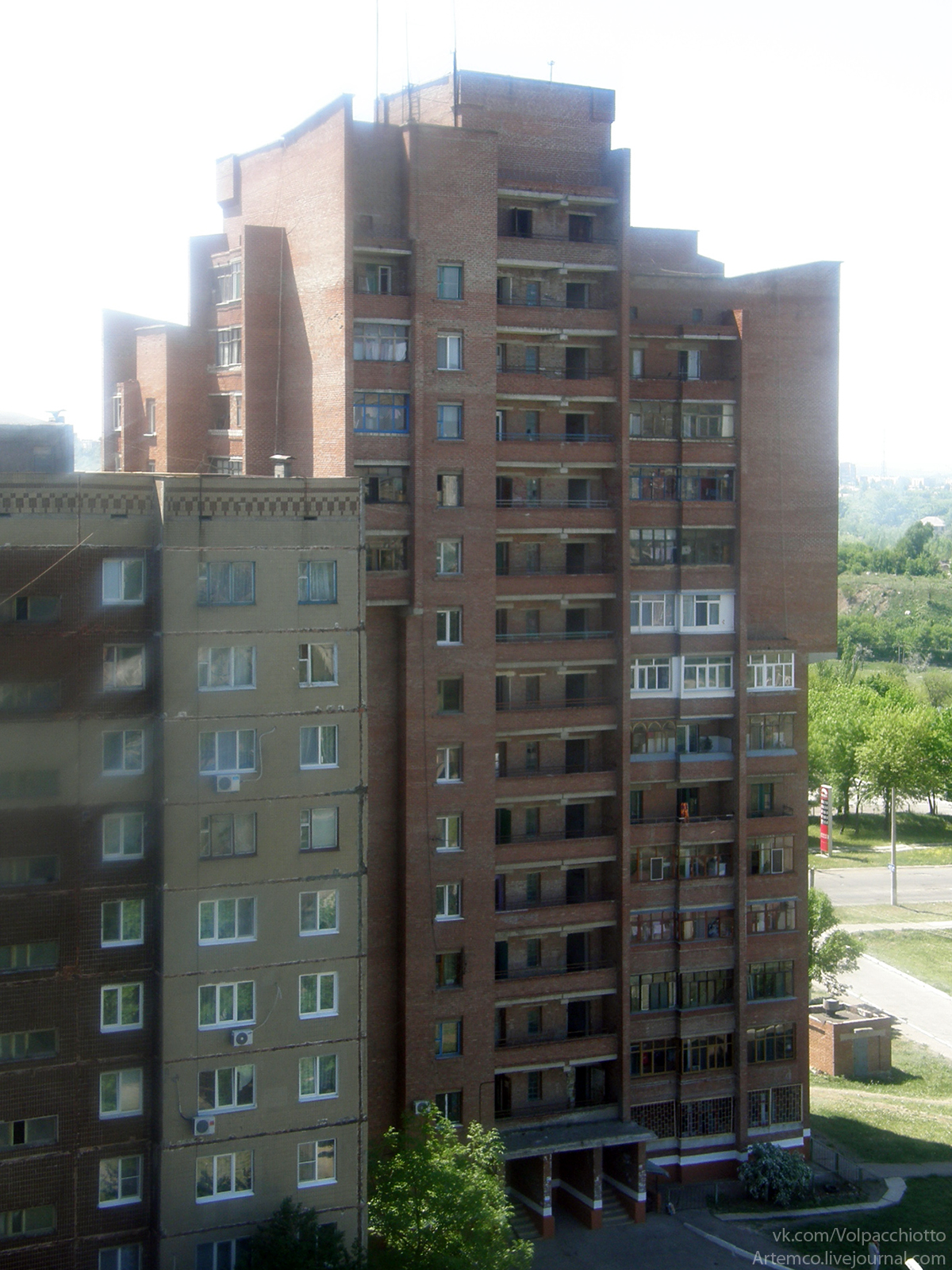
вул. Бикова, 25, 1992–1993

### Рівне

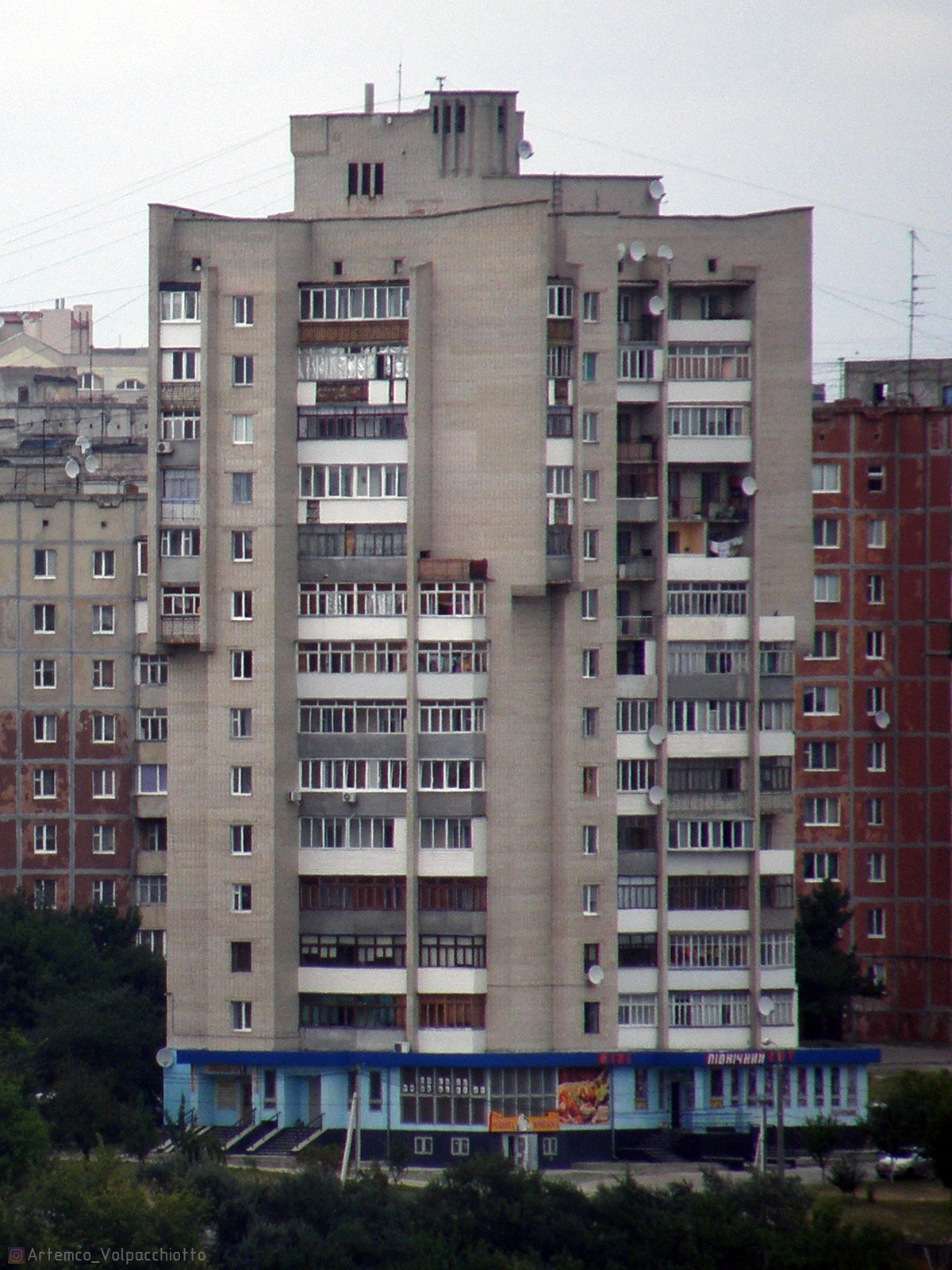
Північний масив, вул. Мельника, 2
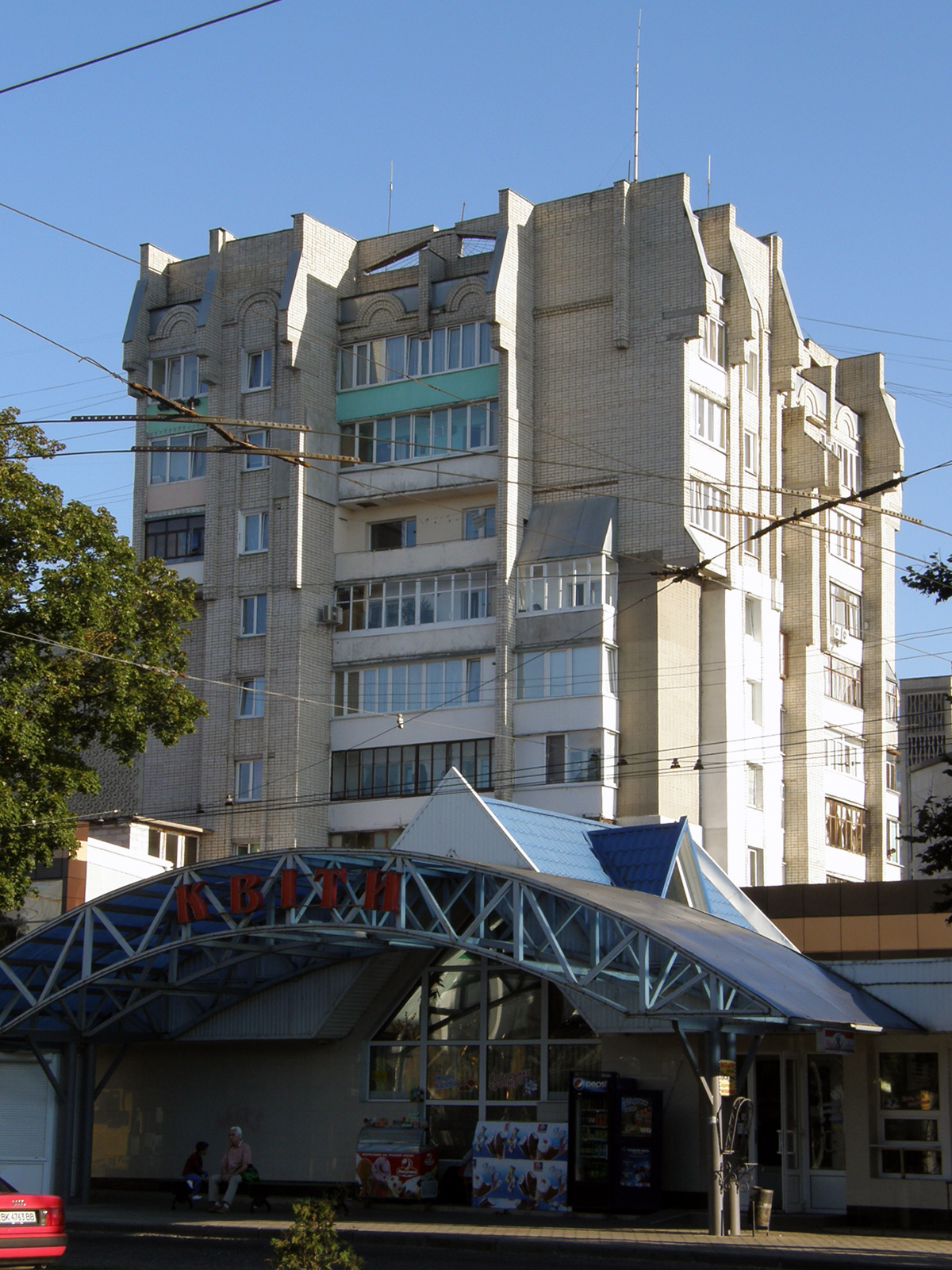
вул. Княгині Ольги, 1 — 9 поверхів
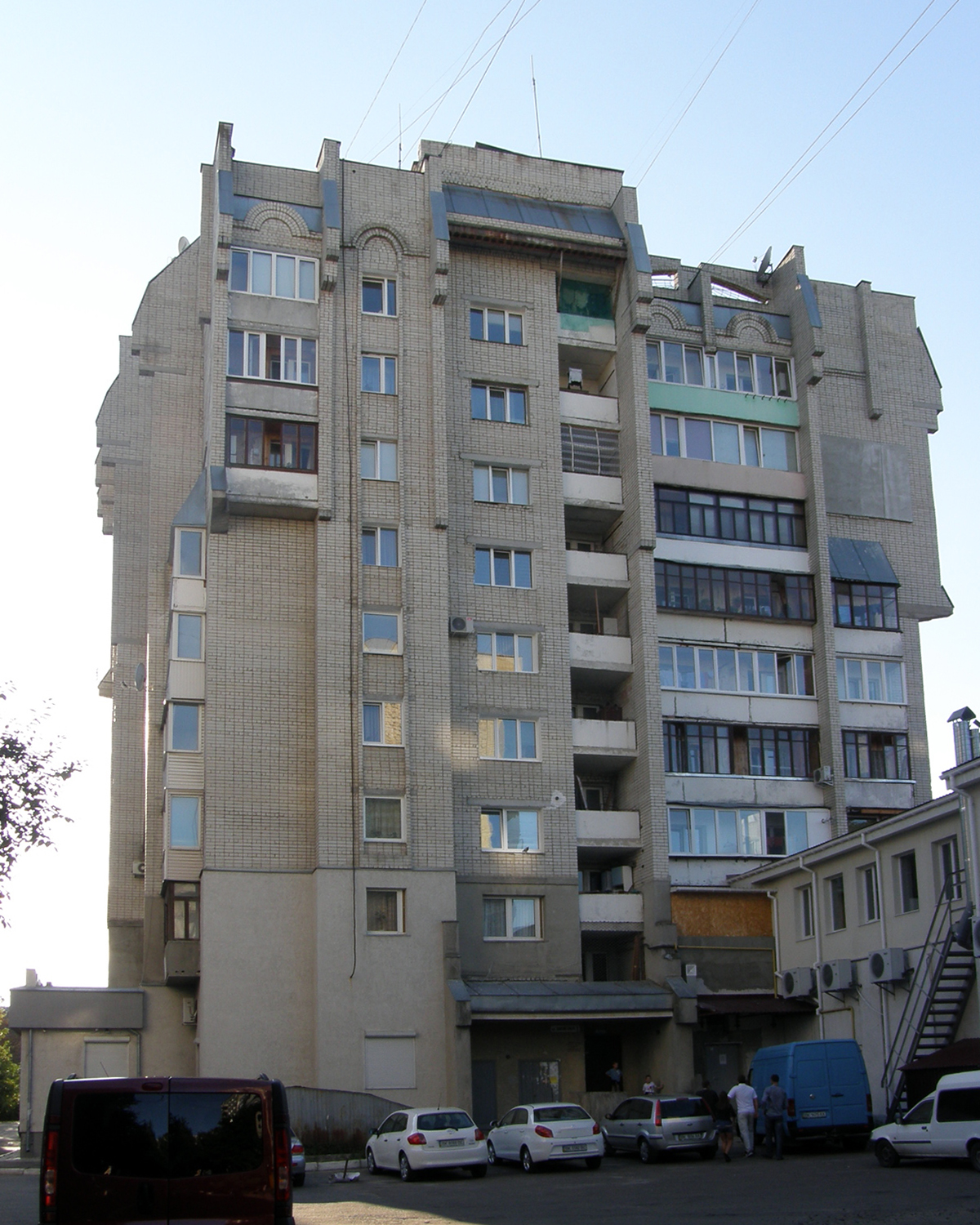
вул. Княгині Ольги, 1 — 9 поверхів

### Суми

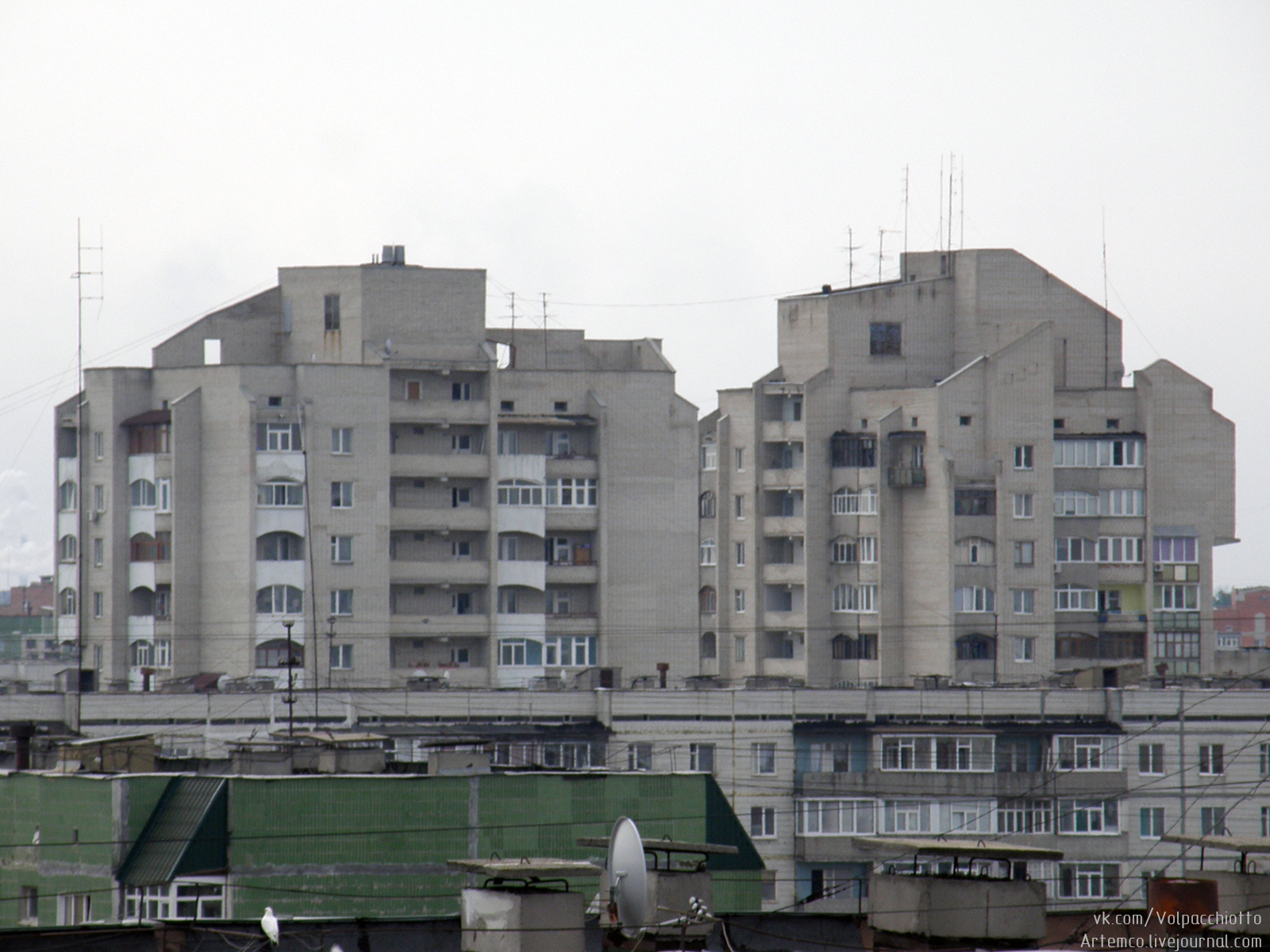
просп. Лушпи, 38 і 40
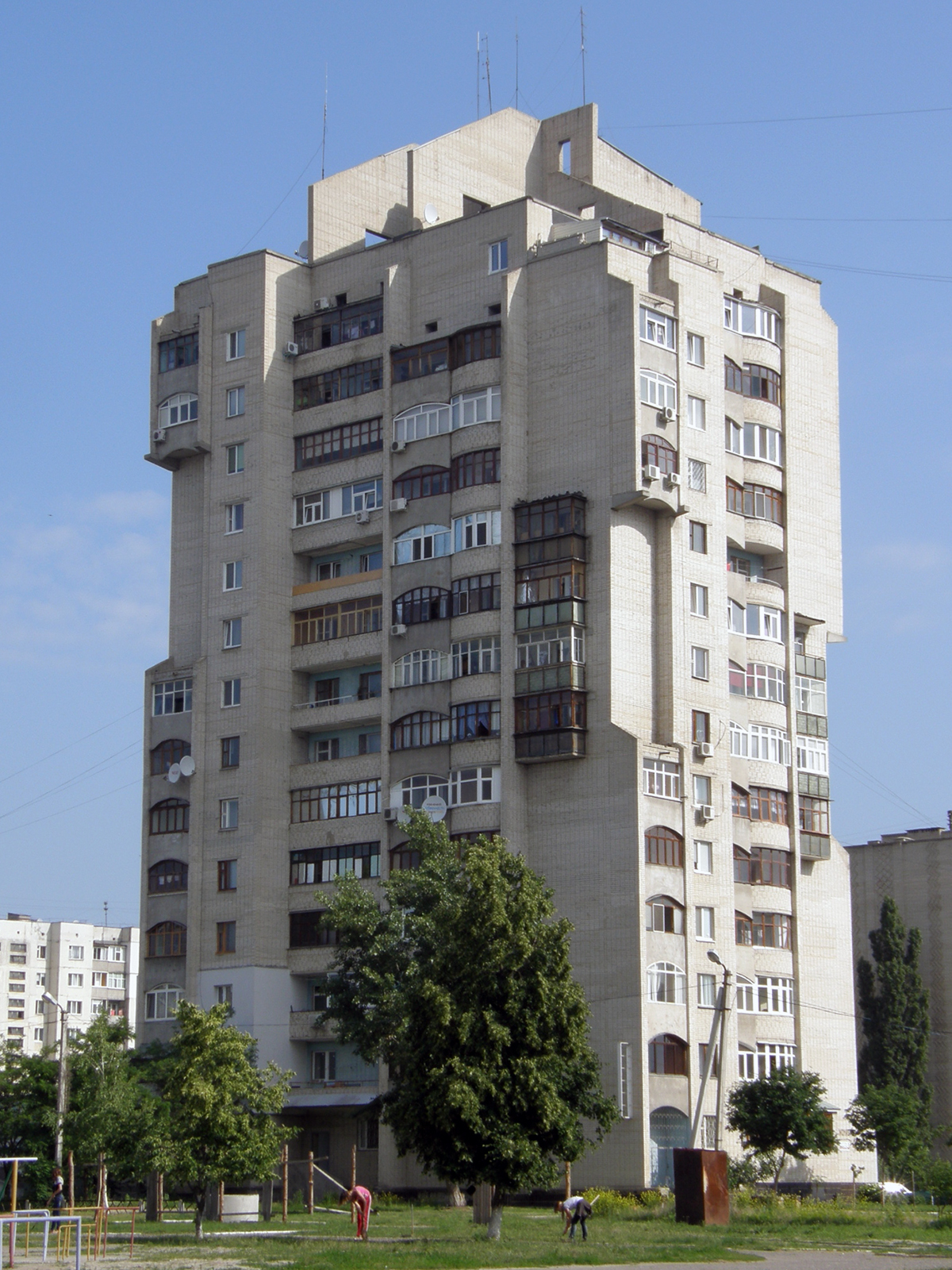
просп. Лушпи, 40
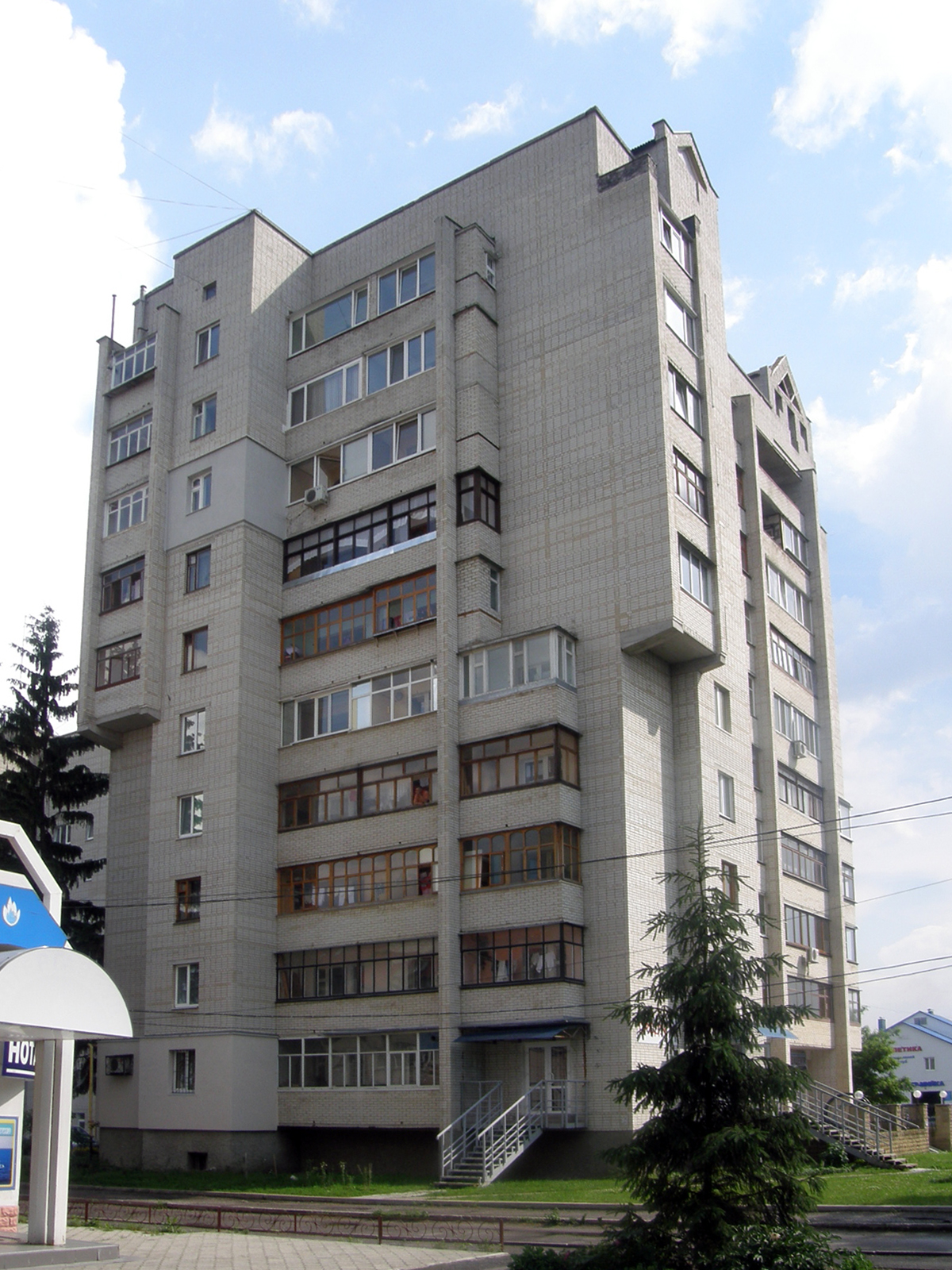
вул. Кондратьєва, 129

### Українка

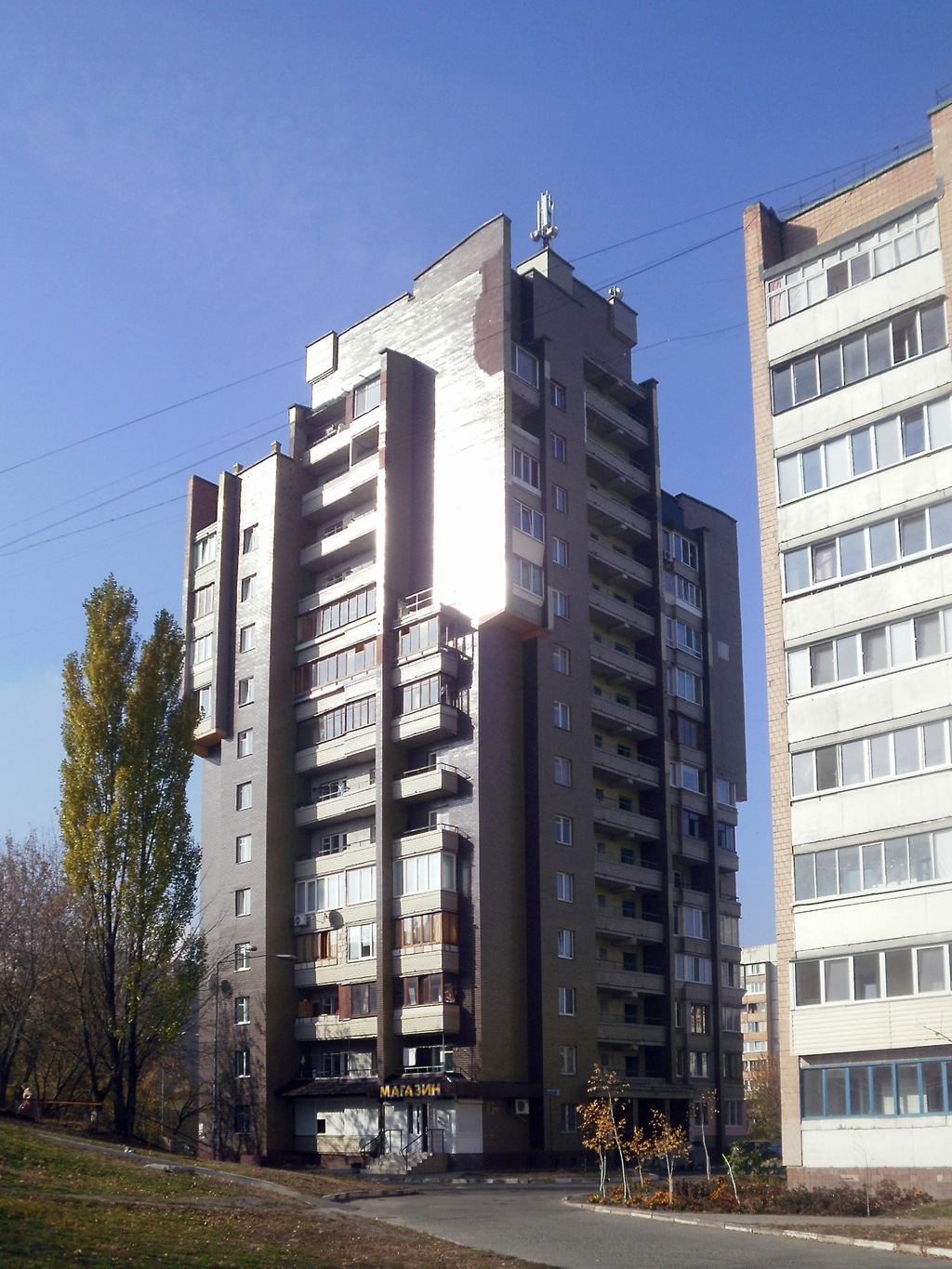
вул. Соснова, 4а
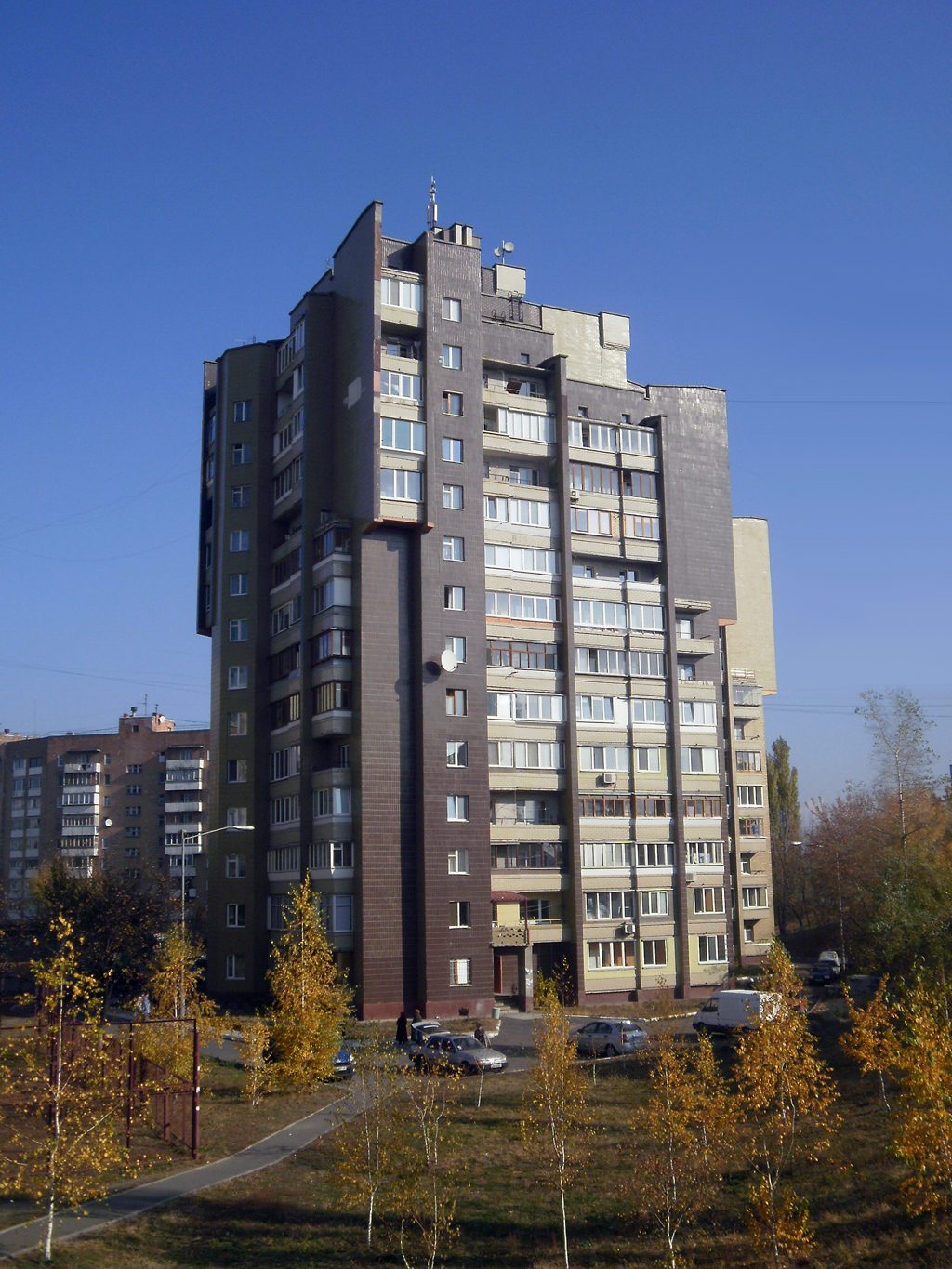
вул. Соснова, 4а

### Херсон

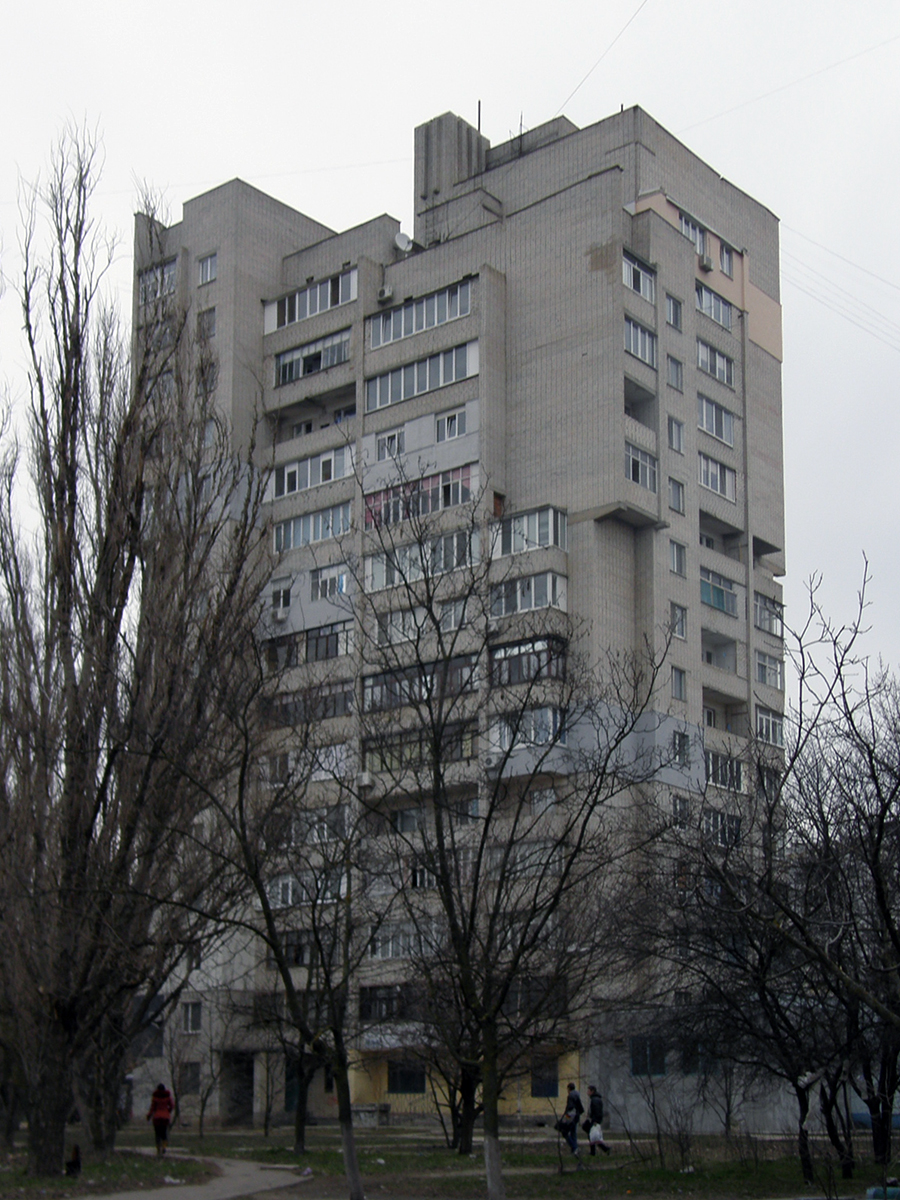
Таврійський масив, вул. Покришева, 47
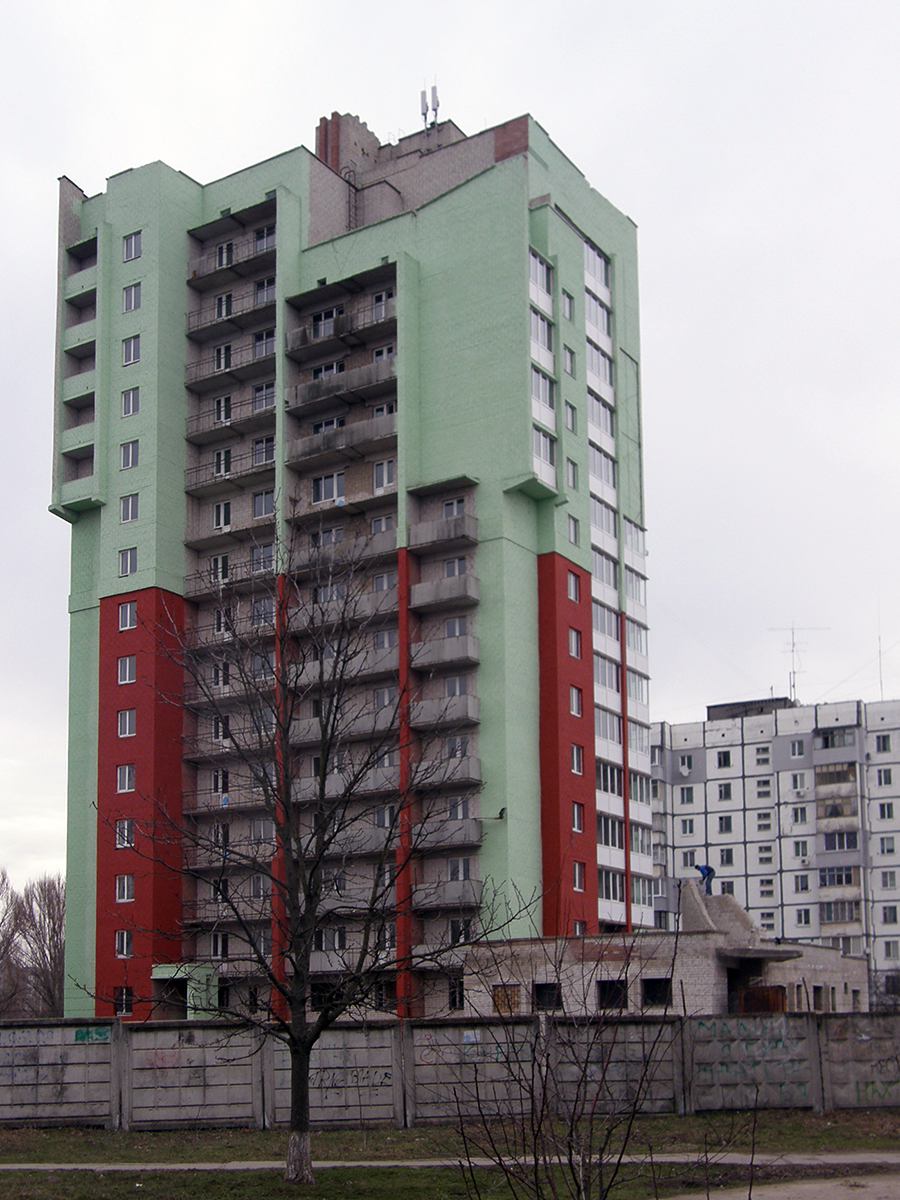
Таврійський масив, вул. Покришева, 51

### Черкаси

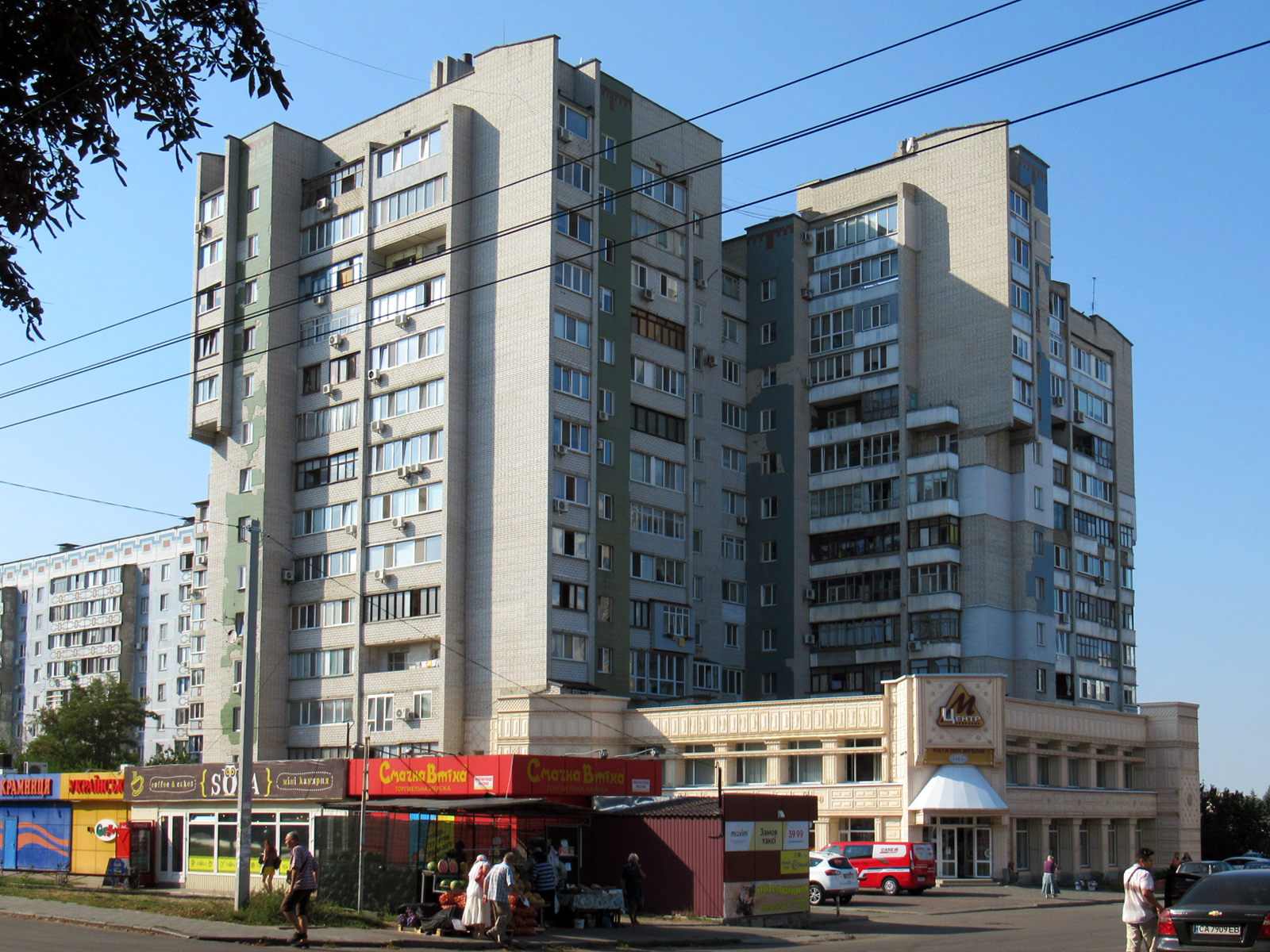
Митниця, вул. Припортова, 38, ліворуч 9-поверхівка 121-ї серії
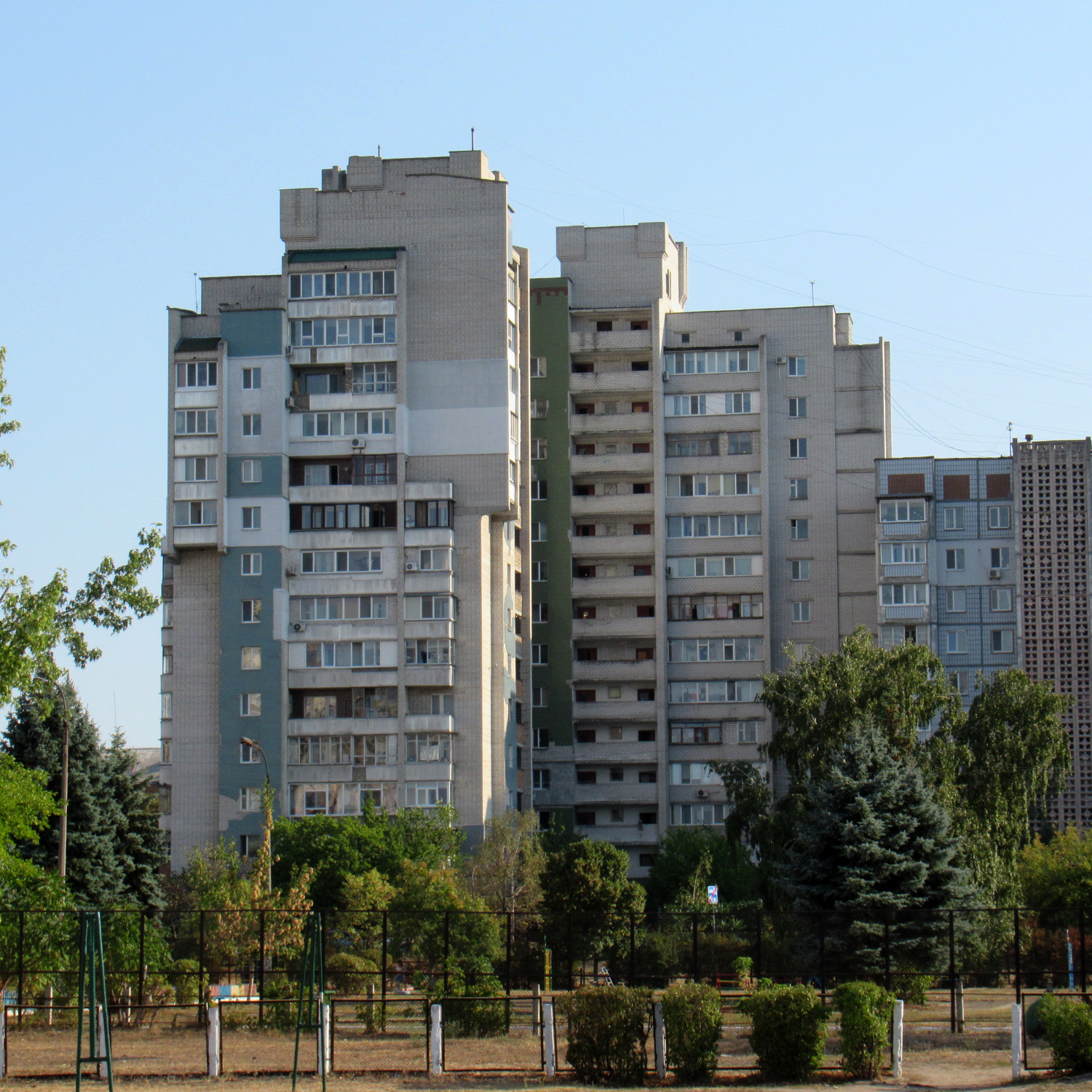
Митниця, вул. Припортова, 38, праворуч 9-поверхівка 121-ї серії
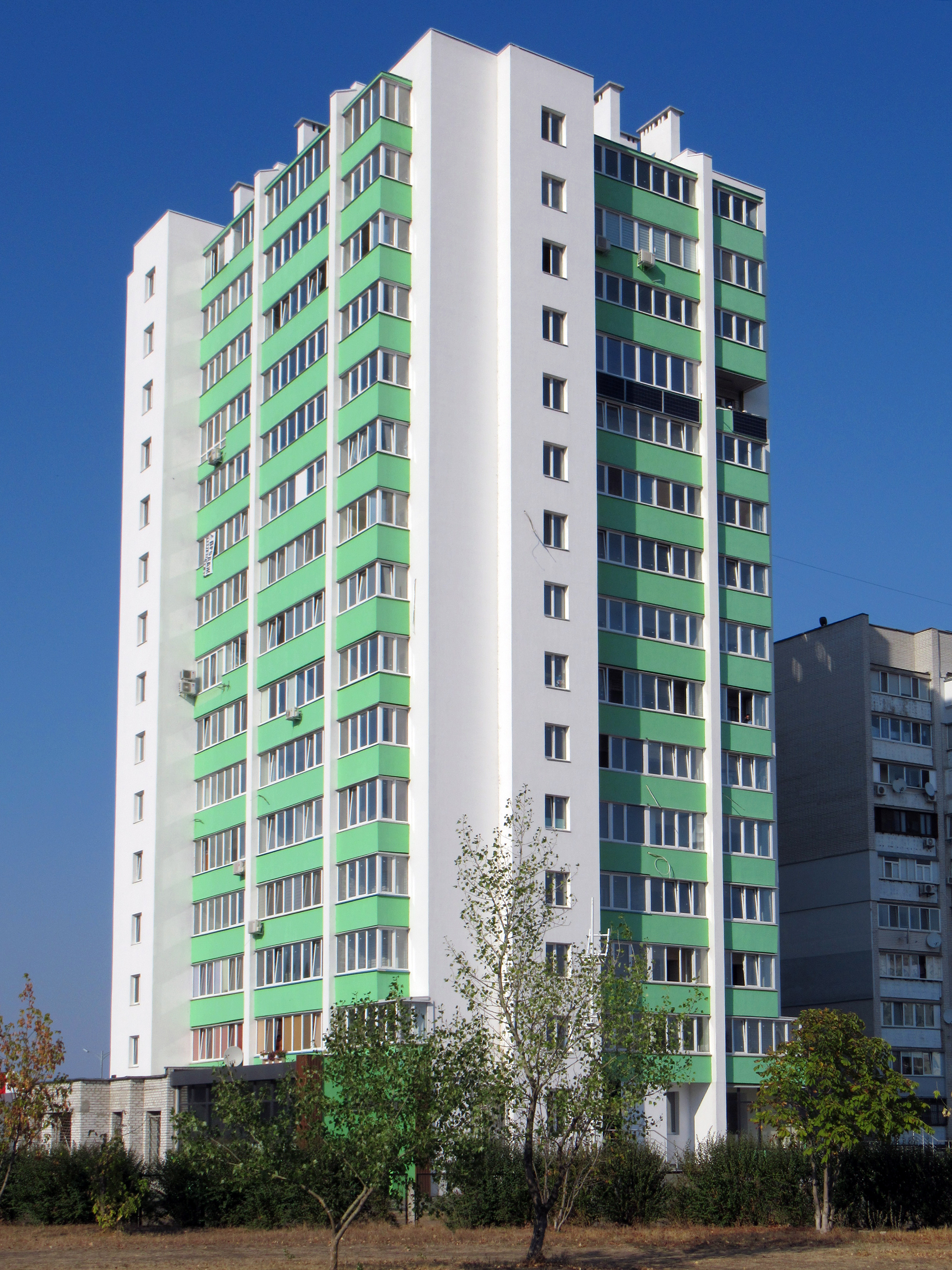
Митниця, вул. Героїв Дніпра, 7/1
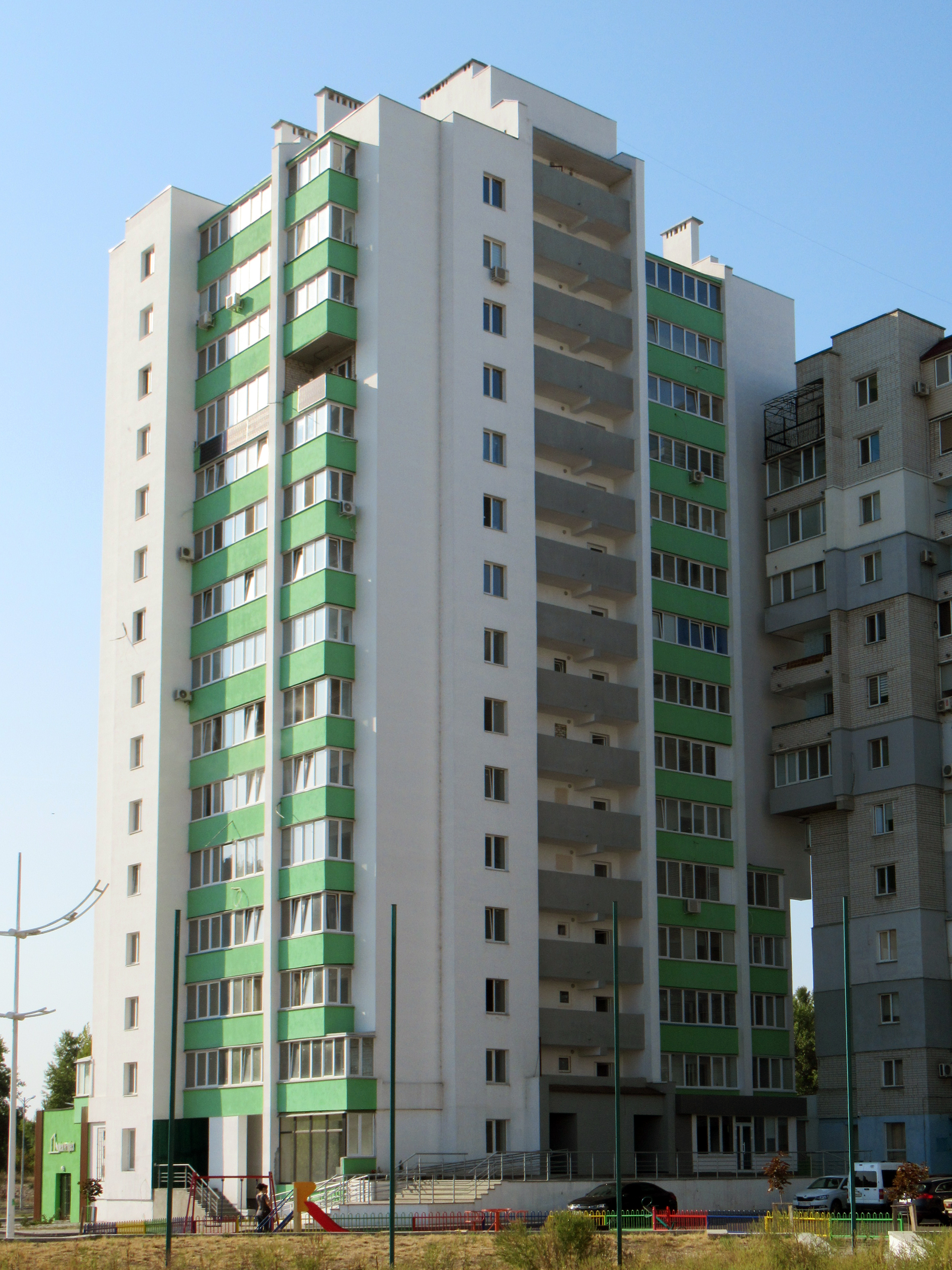
Митниця, вул. Героїв Дніпра, 7/1 (15-поверховий), ліворуч № 7 (13-поверховий)
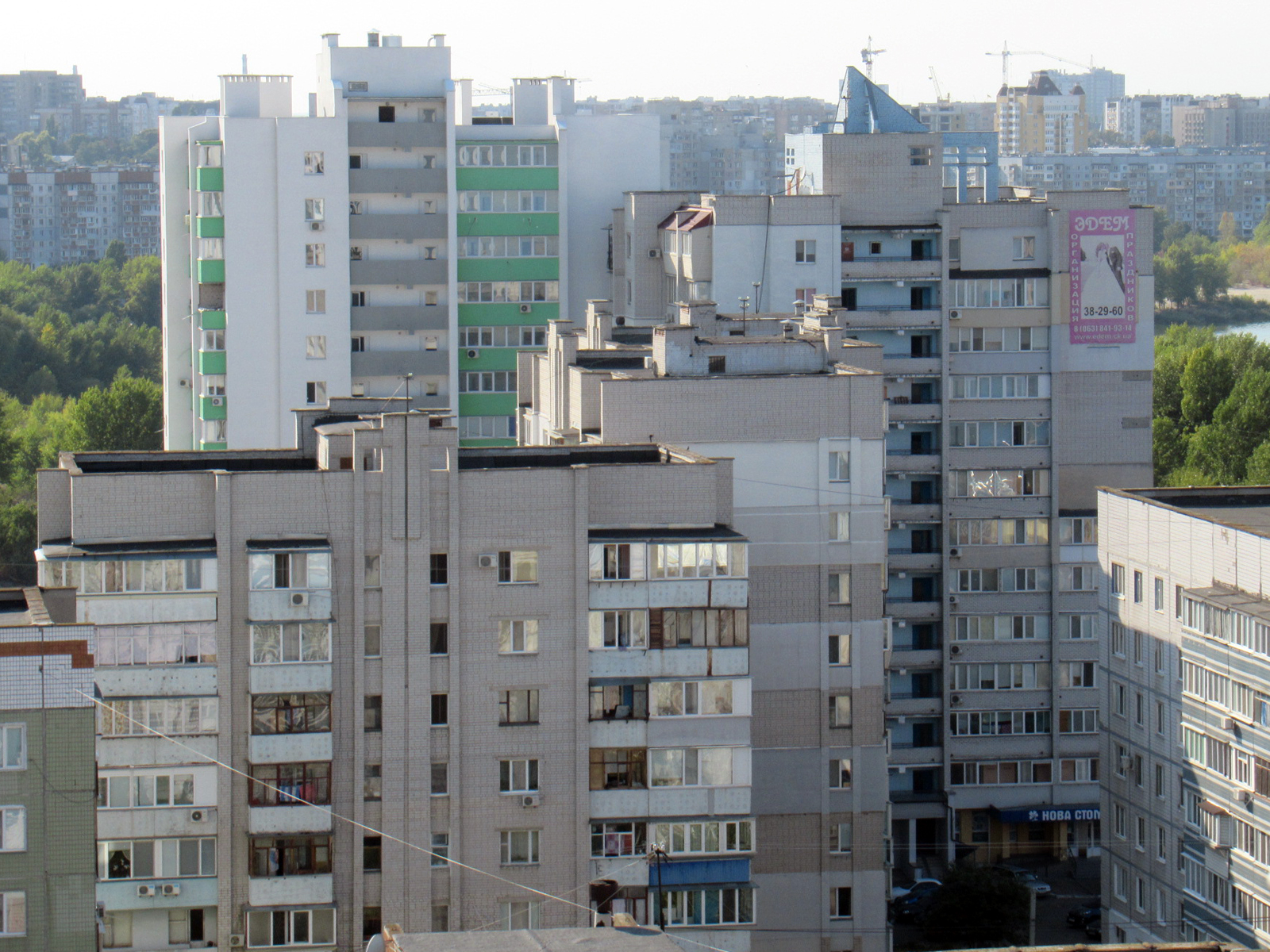
Митниця, вул. Героїв Дніпра, 7/1 (15-поверховий) і 7 (13-поверховий і 10-поверхові иншого проєкту 87-ї серії)
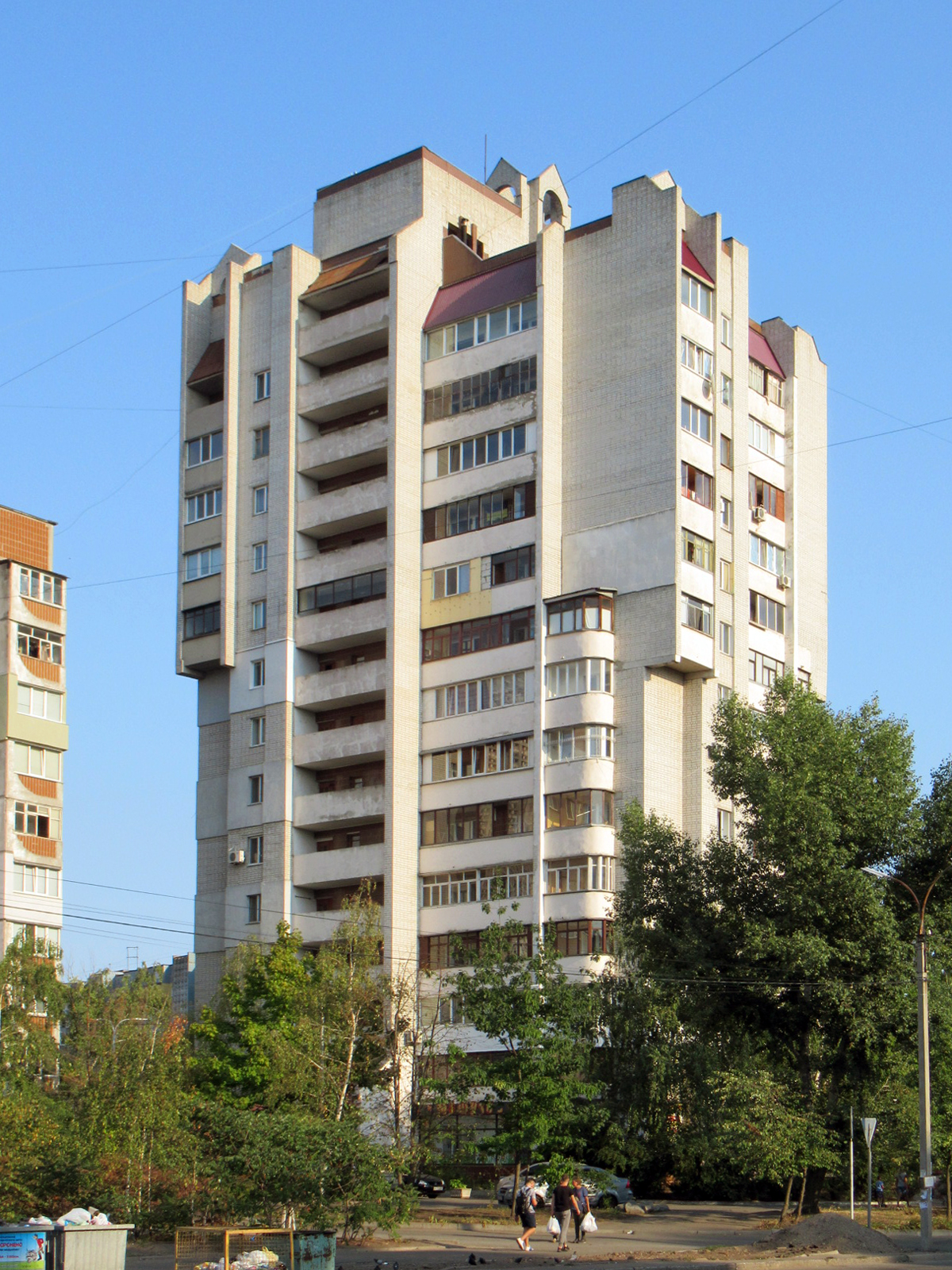
Митниця, вул. Князя Ольгерда, 47
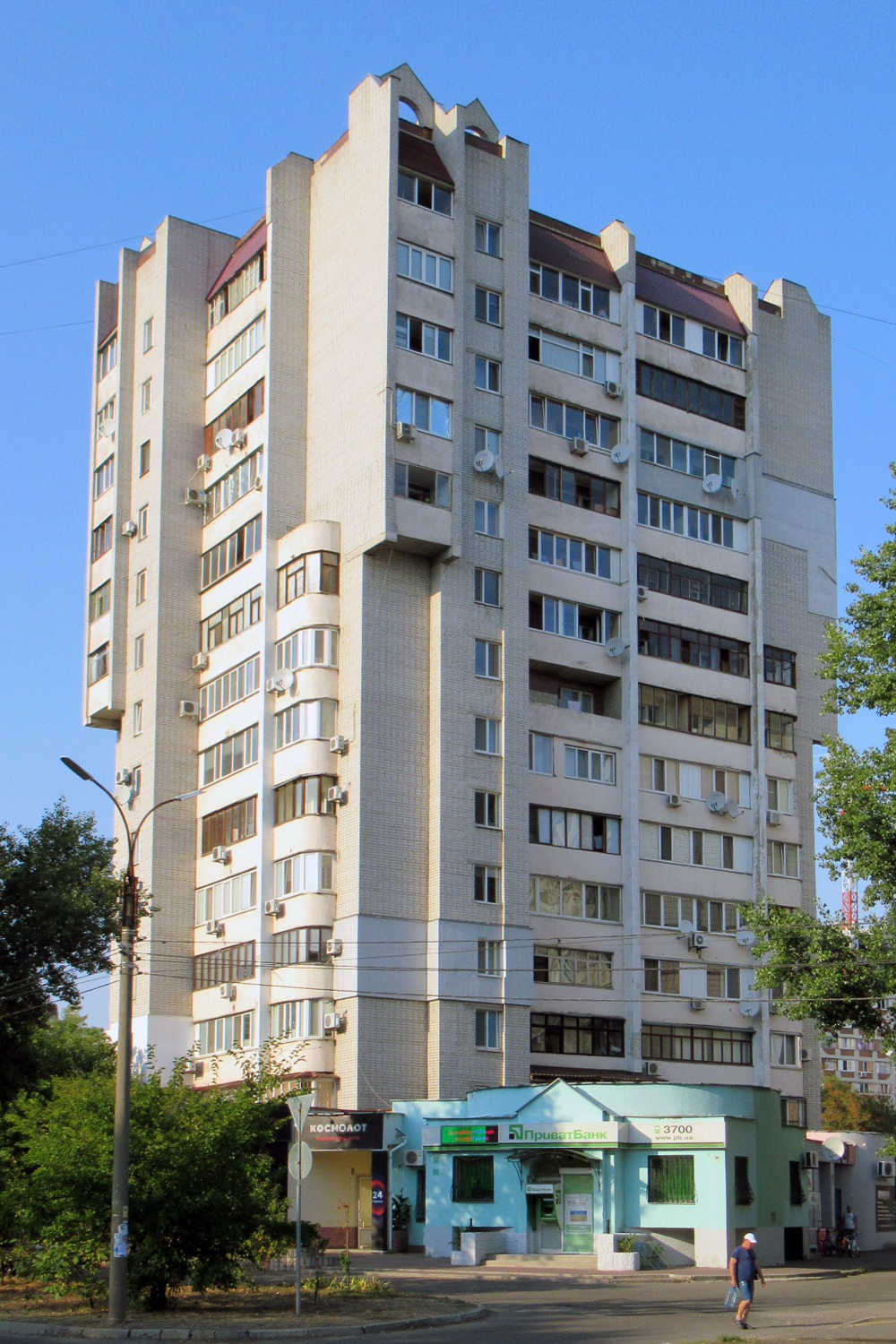
Митниця, вул. Князя Ольгерда, 47
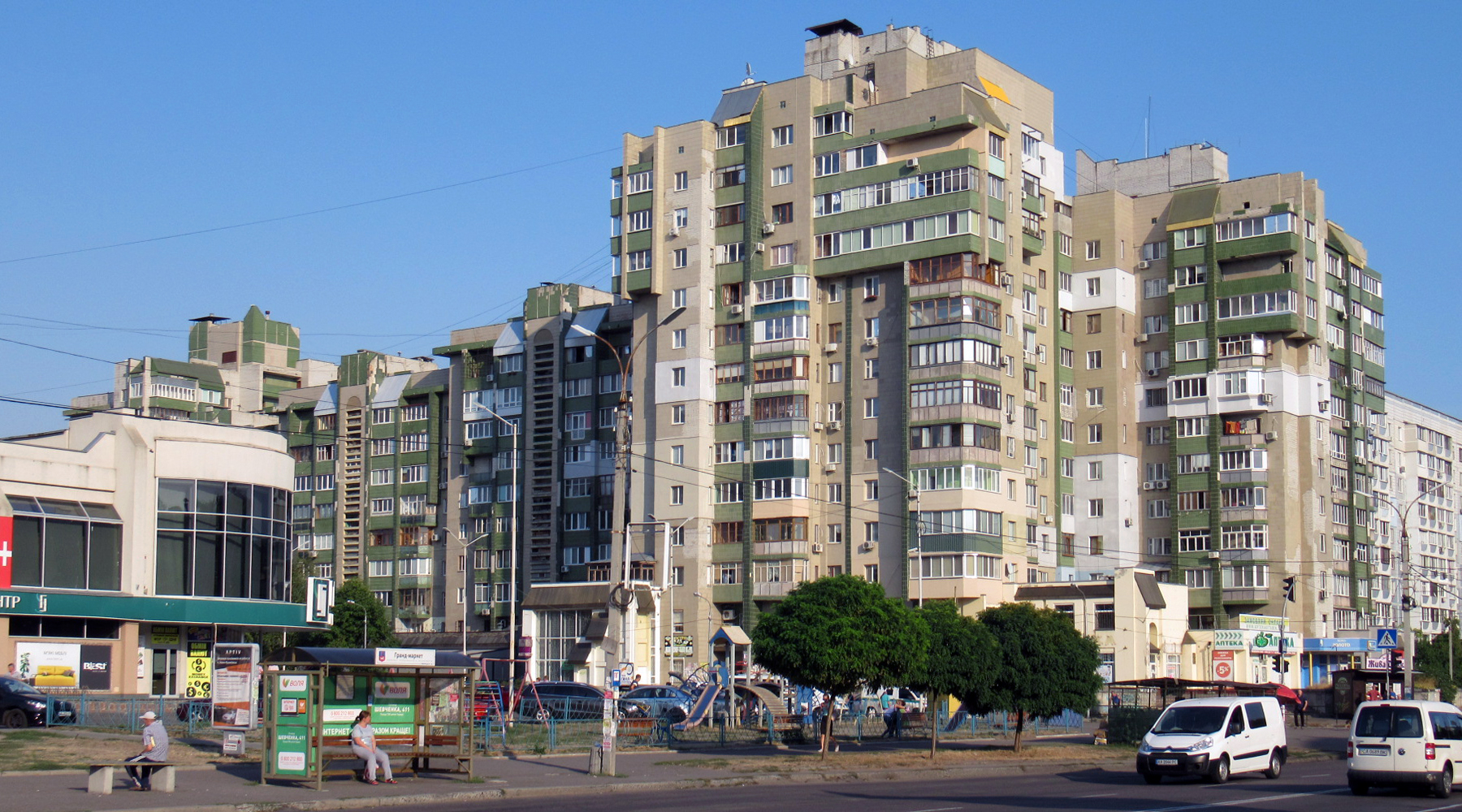
Митниця, вул. Князя Ольгерда, 79

### Чорноморськ

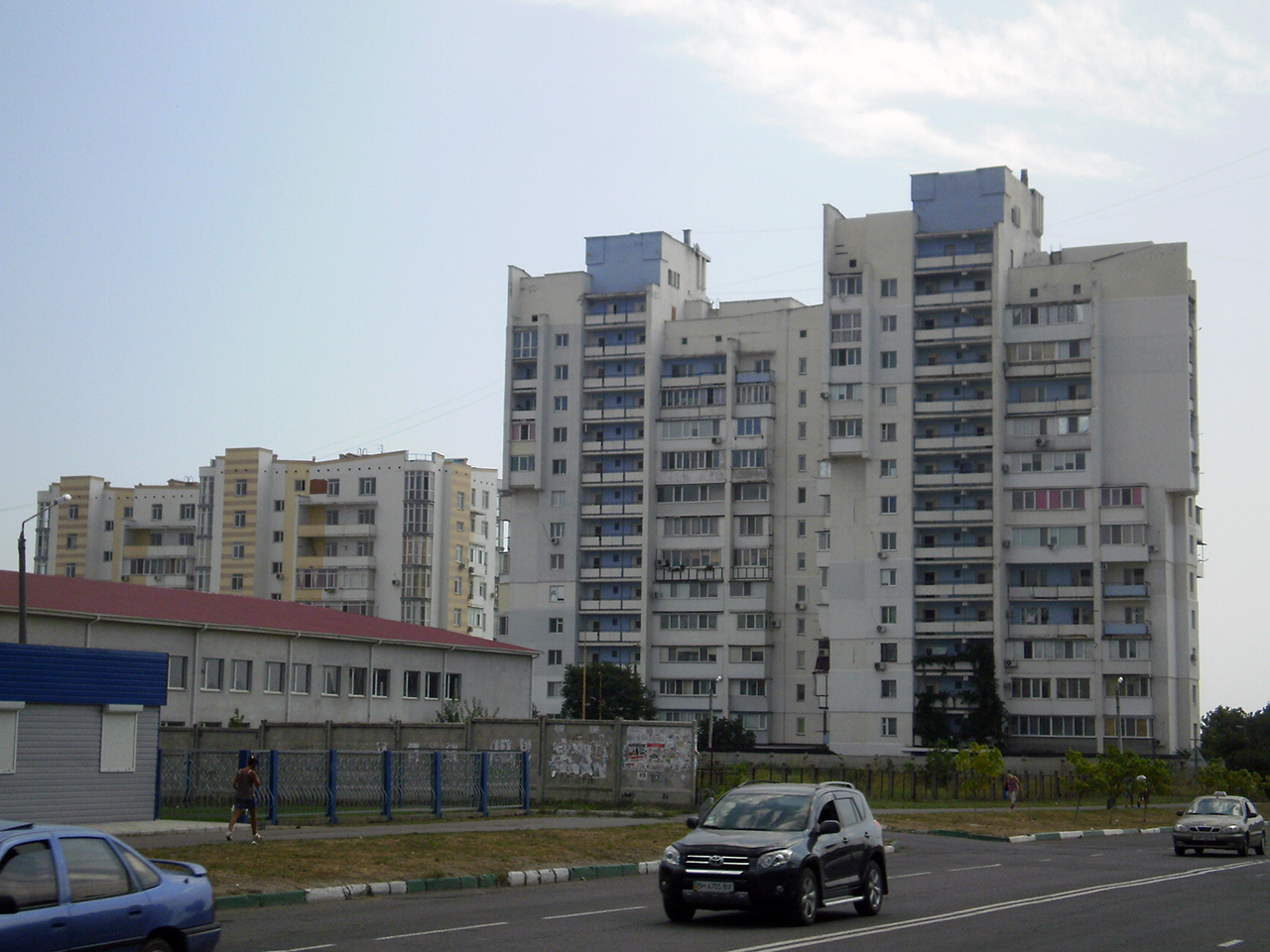
вул. Паркова, 44, 46Б і 46А
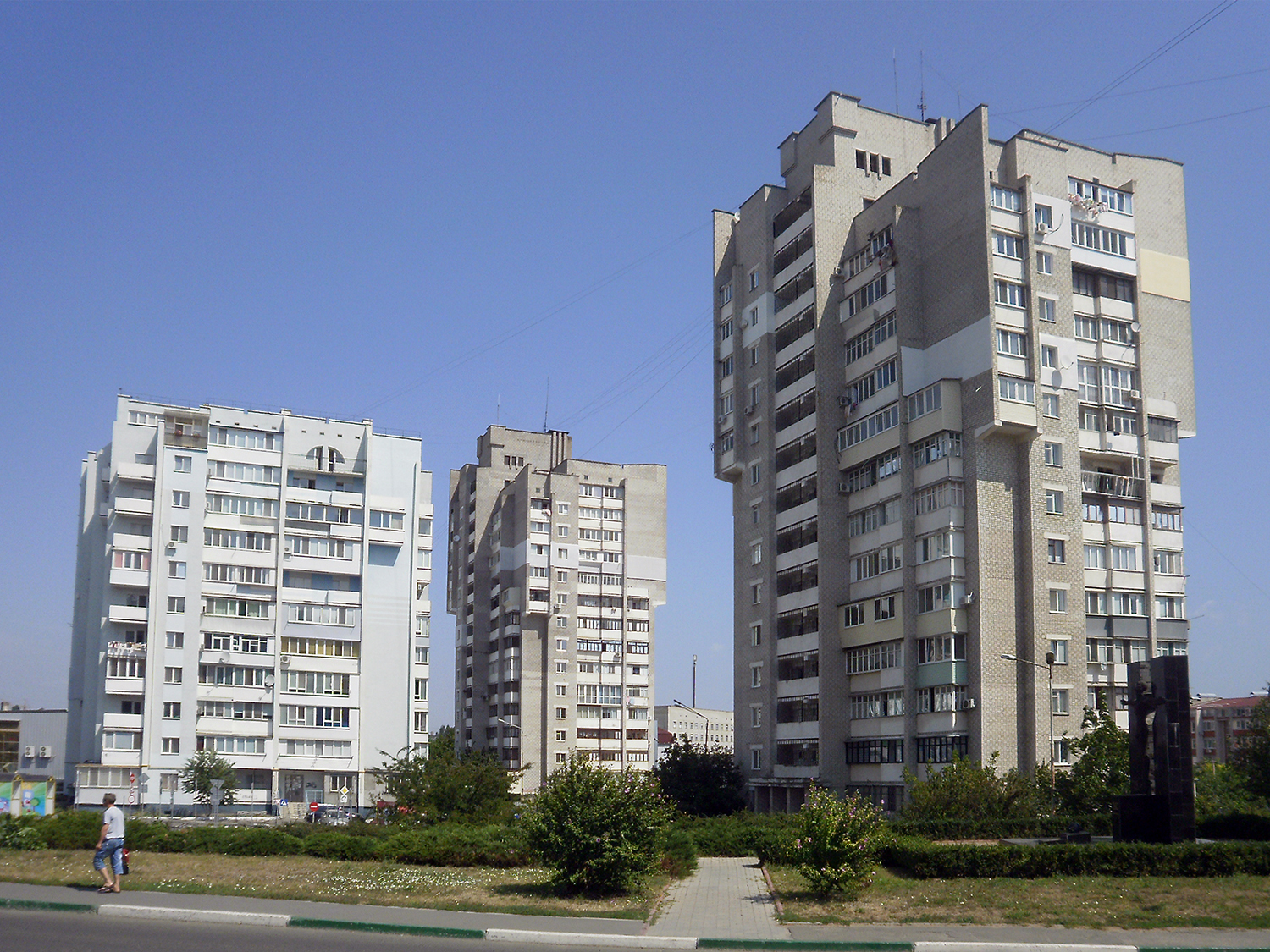
просп. Миру, 35А (11 поверхів), Б і Г
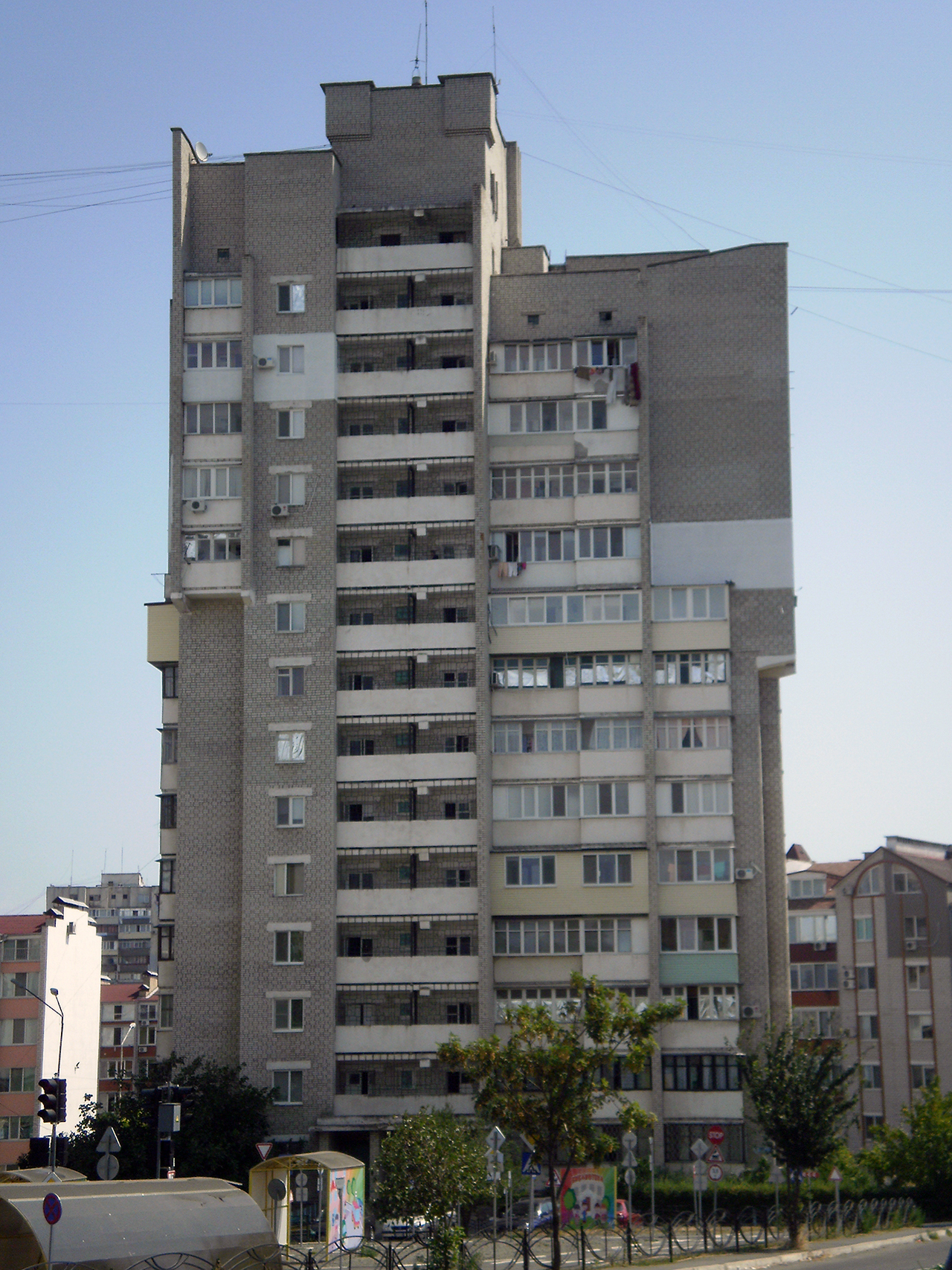
просп. Миру, 35Г
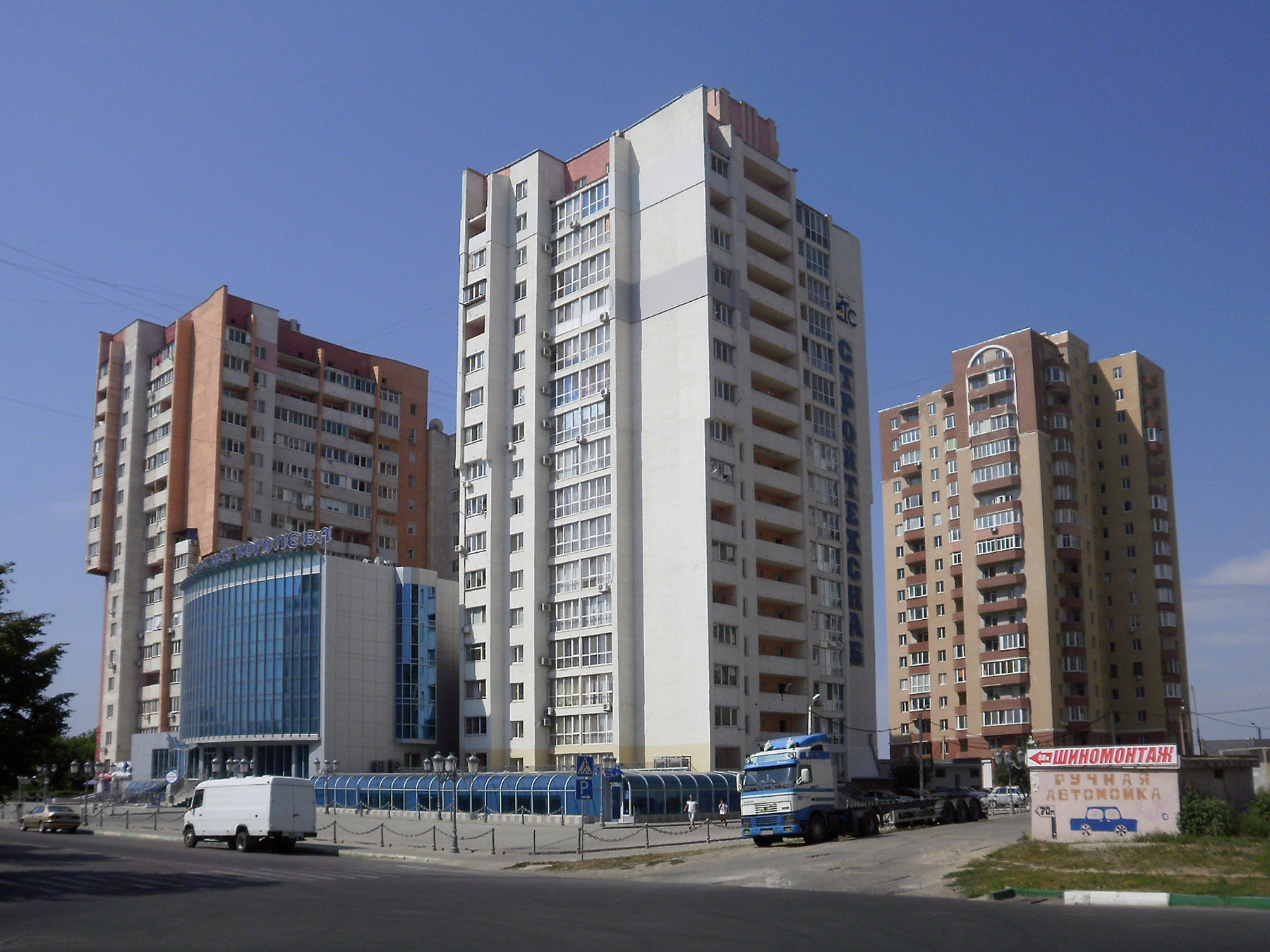
вул. Шума, 2Б, Парусна, 15 і 17
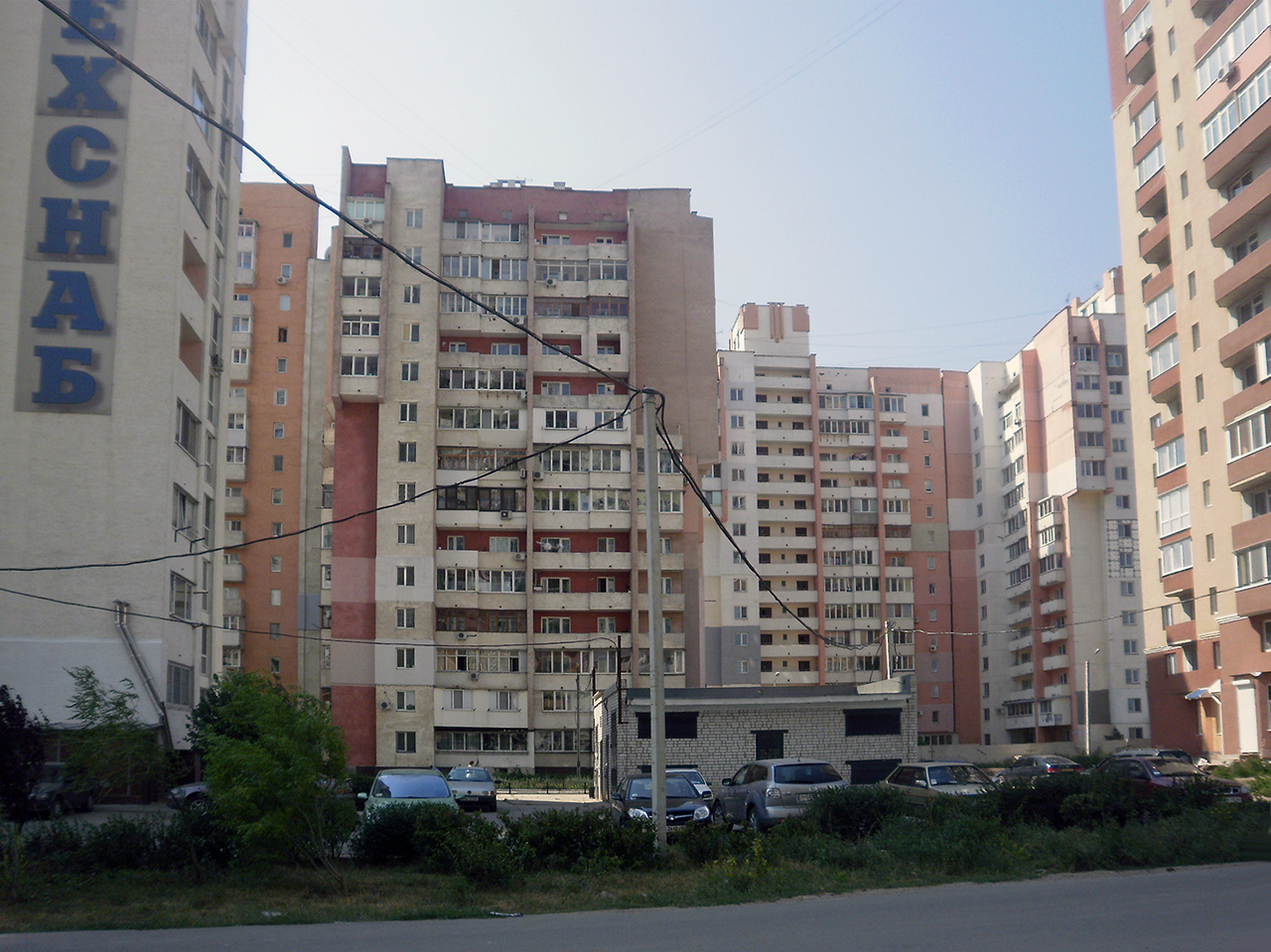
вул. Шума, 2А і 2Г
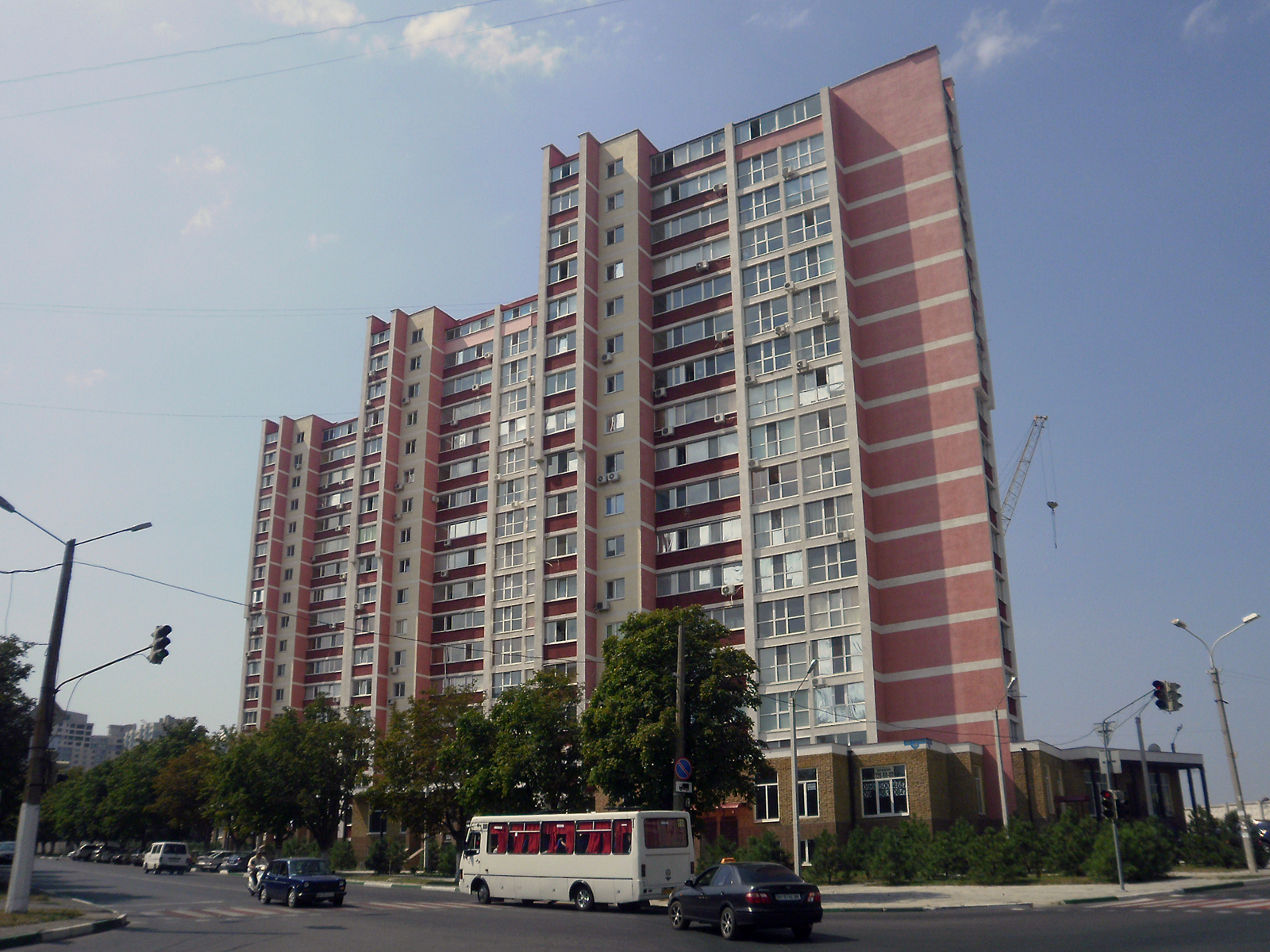
вул. 1 Травня, 15, 17, 19
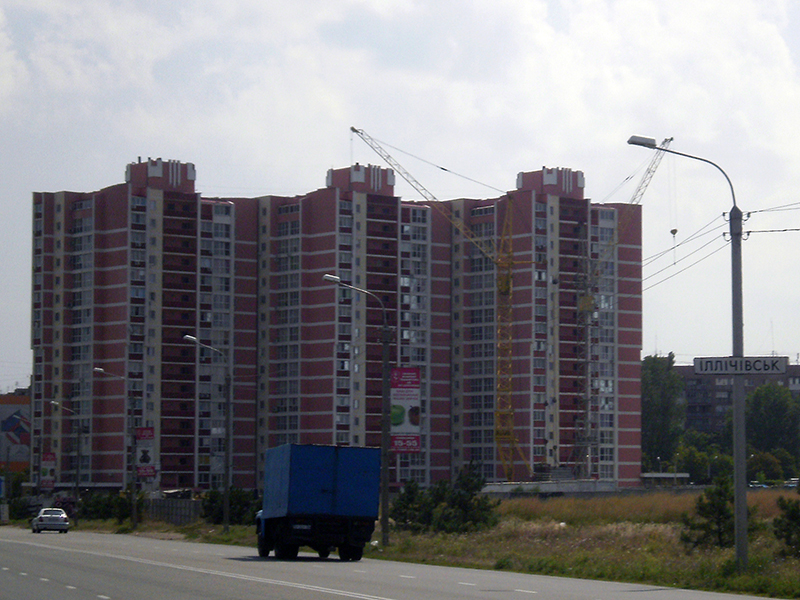
вул. 1 Травня, 19, 17, 15, 2009

### інші міста

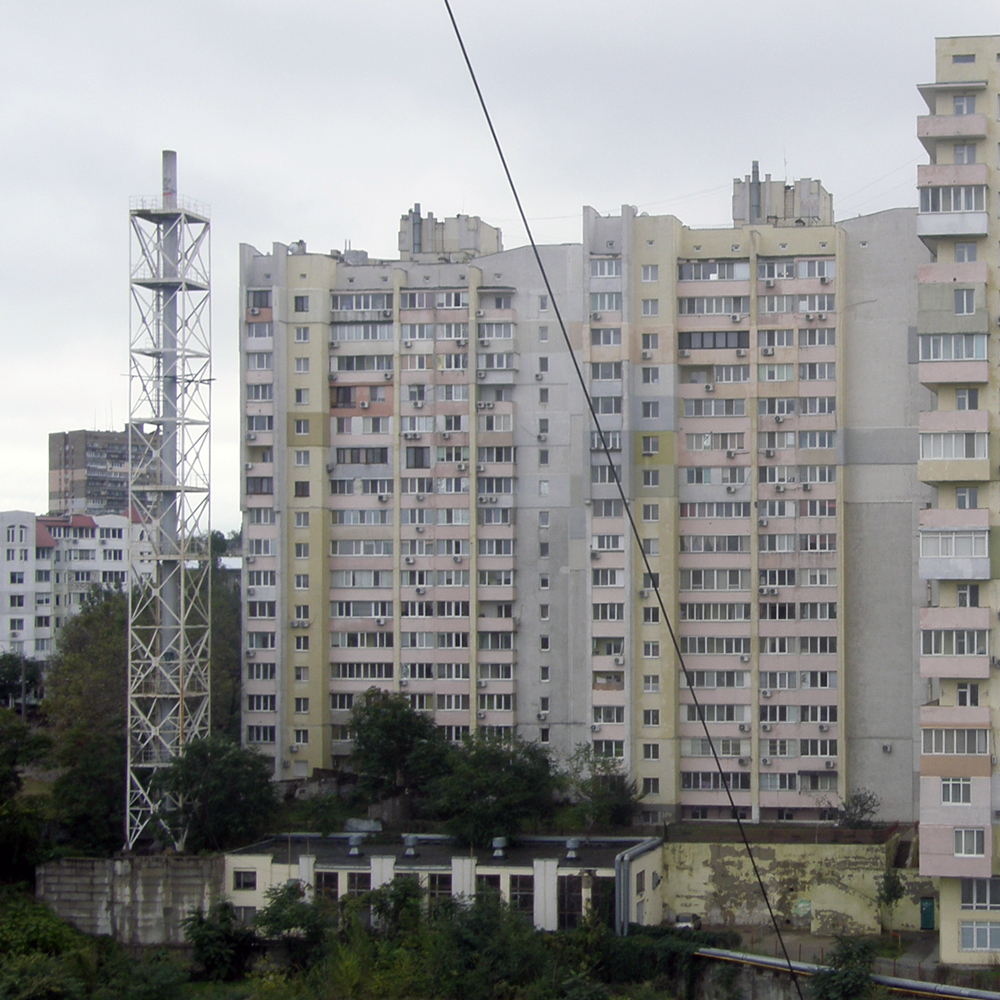
Одеса, Молдаванка, вул. Пишонівська, 22
Кременчук, Раківка, наб. Лейтенанта Дніпрова, 48
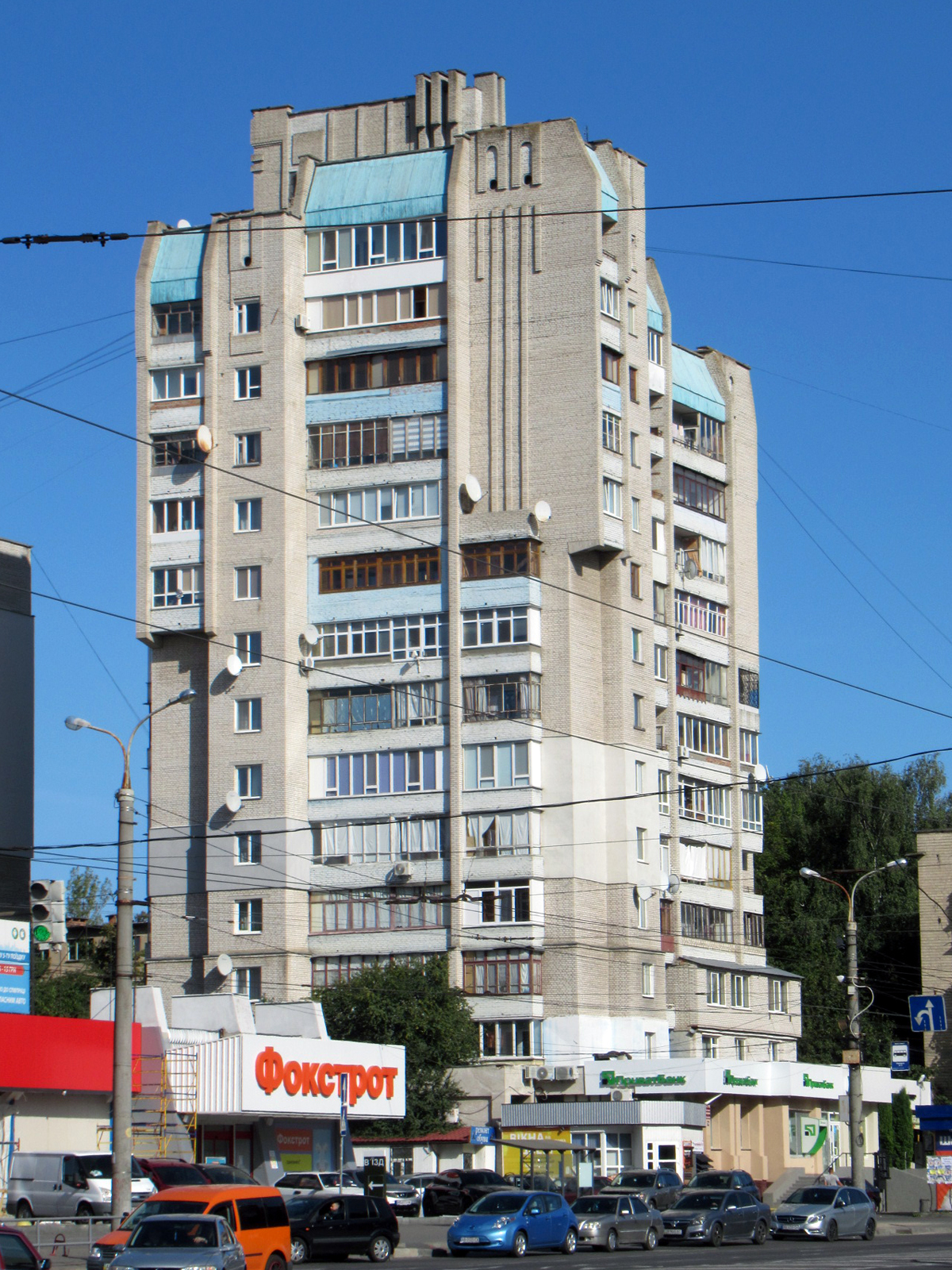
Вінниця, Вишенька, вул. Келецька, 78а